# Liste der Flussinsel-Brücken in der Schweiz
Die Liste der Flussinsel-Brücken in der Schweiz enthält die Übergänge zu Flussinseln in der Schweiz.

## Brückenliste
Rund 230 Brücken führen zu 57 Flussinseln auf 15 Flüssen.

### Aabach (Seetal)
11 Übergänge führen über 5 Inseln.
| Bild | Brückenname                                       | Insel                       | Ort (Lage)      | Funktion                    | Konstruktion           | Material | Länge in m | Höhe m ü. M. | Bemerkungen |
| ---- | ------------------------------------------------- | --------------------------- | --------------- | --------------------------- | ---------------------- | -------- | ---------- | ------------ | --- |
|      | Garageneinfahrt-Brücke                            | Namenlose Insel             | Ermensee (Lage) | Eingangsbrücke              | Balkenbrücke           | Beton    | 6          | 462          | Die Brücke führt zur Garage des Wohngebäudes Aabachstrasse 2. |
|      | Unbenannte Brücke                                 | Namenlose Insel             | Ermensee (Lage) | Fussgängerbrücke            | Balkenbrücke           | Beton    | 6          | 462          | Der Übergang führt zum Wohngebäude Aabachstrasse 2. |
|      | Schleifeweg 3-Gebäude                             | Namenlose Insel             | Ermensee (Lage) | Gebäude-«Brücke»            | Bachdurchlass          | Beton    | 10         | 462          | |
|      | Unbenannte Brücke                                 | Namenlose Insel             | Ermensee (Lage) | Strassenbrücke (zweispurig) | Balkenbrücke           | Beton    | 20         | 461          | Höchstgeschwindigkeit 30 km/h |
|      | Wagenschopf-Gebäude                               | Namenlose Insel             | Ermensee (Lage) | Gebäude-«Brücke»            | Bachdurchlass          | Beton    | 10         | 461          | Das Gebäude Mühlestrasse 21.2 wurde 1967 erstellt. |
|      | Mühlestrasse 21-Gebäude                           | Namenlose Insel             | Ermensee (Lage) | Gebäude-«Brücke»            | Bachdurchlass          | Beton    | 10         | 461          | |
|      | Schloss Hallwyl-Brücke                            | Vordere Insel               | Seengen (Lage)  | Eingangsbrücke              | Bogenbrücke            | Stein    | 10         | 450          | Das Schloss Hallwyl ist öffentlich zugänglich. |
|      | Schloss Hallwyl-Steg (über den Schlossmühlekanal) | Vordere Insel Hintere Insel | Seengen (Lage)  | Fussgängerbrücke            | Balkenbrücke Zugbrücke | Holz     | 9 3        | 450          | Die Hintere Insel ist über eine Balken- und Zugbrücke von der Vorderen Insel aus erreichbar. |
|      | Schlossmühle-Brücke (über den Schlossmühlekanal)  | Mühleinsel                  | Seengen ·       | Strassenbrücke (einspurig)  | Balkenbrücke           | Stahl    | 7          | 447          | Der Übergang führt zur schützenswerten Schlossmühle. |
|      | Mühleinsel-Brücke                                 | Mühleinsel                  | Seengen ·       | Fussgänger- und Velobrücke  | Balkenbrücke           | Holz     | 17         | 447          | Die Brücke wurde 1995 erstellt. Verbot für Motorwagen und Motorräder Veloland-Route 56 Seetal–Bözberg (Etappe 1 Luzern–Lenzburg) und Route 599 Herzschlaufe Seetal (Etappe 1 Eschenbach LU–Lenzburg) |
|      | Mühleinsel-Brücke (über den Schlossmühlekanal)    | Mühleinsel                  | Seengen ·       | Fussgänger- und Velobrücke  | Balkenbrücke           | Holz     | 12         | 447          | Die Brücke wurde 1995 erstellt. Verbot für Motorwagen und Motorräder Veloland-Route 56 Seetal–Bözberg (Etappe 1 Luzern–Lenzburg) und Route 599 Herzschlaufe Seetal (Etappe 1 Eschenbach LU–Lenzburg) |

### Aare
111 Übergänge führen über 18 Inseln.
| Bild | Brückenname                                    | Insel                              | Ort (Lage)                              | Funktion                                                                                  | Konstruktion     | Material         | Länge in m                           | Höhe m ü. M. | Bemerkungen |
| ---- | ---------------------------------------------- | ---------------------------------- | --------------------------------------- | ----------------------------------------------------------------------------------------- | ---------------- | ---------------- | ------------------------------------ | ------------ | --- |
|      | Obere-Schleuse-Brücke (Grosse Staatsschleuse)  | Spielmatte                         | Interlaken – Unterseen (Lage)           | Fussgängerbrücke                                                                          | Gedeckte Brücke  | Holz             | 29                                   | 566          | Die Holzbrücke wurde 1855 erstellt. Das Bauwerk ist denkmalgeschützt. Brienzersee-Regulierwehr im linken Aarearm Wanderweg |
|      | Schaalbrücke                                   | Spielmatte                         | Unterseen (Lage)                        | Strassenbrücke (zweispurig) mit Trottoirs                                                 | Bogenbrücke      | Stein Beton      | 25                                   | 564          | Die dreibogige Steinbrücke wurde 1859 erstellt und 1979 verbreitert. Das Bauwerk ist denkmalgeschützt. Höchstgeschwindigkeit 30 km/h Mountainbike-Route 1 Alpine Bike (Etappe 12 Grindelwald–Interlaken) Veloland-Route 8 Aare-Route (Etappe 2 Meiringen–Spiez), Route 9 Seen-Route (Etappe 4 Spiez–Meiringen) und Route 61 Berner Oberland-Route (Etappe 1 Thun (Steffisburg)–Interlaken) Wanderweg |
|      | Hohe Brücke                                    | Spielmatte                         | Interlaken – Unterseen (Lage)           | Strassenbrücke (zweispurig) mit Trottoirs                                                 | Balkenbrücke     | Beton            | 30                                   | 564          | Die Balkenbrücke wurde 1978 erstellt. Höchstgeschwindigkeit 30 km/h |
|      | Untere-Schleuse-Brücke (Kleine Staatsschleuse) | Spielmatte                         | Unterseen (Lage)                        | Fussgängerbrücke                                                                          | Gedeckte Brücke  | Holz             | 17                                   | 564          | Die Holzbrücke wurde 1854 erstellt. Das Bauwerk ist denkmalgeschützt. Brienzersee-Regulierwehr im rechten Aarearm Die Kleine Staatsschleuse wird nur bei ausserordentlich hohen Abflüssen geöffnet. |
|      | Unbenannte Brücke                              | Spielmatte                         | Interlaken – Unterseen (Lage)           | Eisenbahnbrücke (verkommen)                                                               | Balkenbrücke     | Stahl Beton Holz | 50                                   | 564          | Die stillgelegte Brücke der ehemaligen Bahnverbindung von Interlaken-West zur Mühle Unterseen wurde in the 1920er Jahren erstellt. Hinweistafel: Durchgang verboten |
|      | Bahnhofstrasse-Brücke (über kleine Aare)       | Spielmatte                         | Unterseen (Lage)                        | Strassenbrücke (zweispurig) mit Trottoirs                                                 | Balkenbrücke     | Beton            | 20                                   | 564          | Die Balkenbrücke wurde 2012/13 erstellt. Sie ersetzte eine Brücke von 1892. Höchstgeschwindigkeit 50 km/h PostAuto-Buslinien 101 (Interlaken West–Beatenberg), 104 (Ortbus Interlaken), 105 (Unterseen–Spital Interlaken–West–Wilderswil–Gsteigwiler) und 106 (Interlaken West–Habkern) STI-Busline 21 (Thun–Beatenbucht–Interlaken) Wanderland-Route 449 Unterseener-Uferweg (Interlaken West–Unterseen, Neuhaus) |
|      | Bahnhofstrasse-Brücke (über grosse Aare)       | Spielmatte                         | Interlaken – Unterseen (Lage)           | Strassenbrücke (zweispurig) mit Trottoirs                                                 | Balkenbrücke     | Beton            | 40                                   | 564          | Die Balkenbrücke wurde 2012/13 erstellt. Sie ersetzte eine Brücke von 1892. Höchstgeschwindigkeit 50 km/h PostAuto-Buslinien 101 (Interlaken West–Beatenberg), 104 (Ortbus Interlaken), 105 (Unterseen–Spital Interlaken–West–Wilderswil–Gsteigwiler) und 106 (Interlaken West–Habkern) STI-Busline 21 (Thun–Beatenbucht–Interlaken) Wanderland-Route 449 Unterseener-Uferweg (Interlaken West–Unterseen, Neuhaus) |
|      | Unbenannte Brücke                              | Obere Aareinsel (Kleist-Inseli)    | Thun (Lage)                             | Strassenbrücke (einspurig) mit Rohrleitungen an der Brückenwand                           | Balkenbrücke     | Beton            | 25                                   | 559          | Private Brücke mit abschliessbarem Eingangstor. Das Areal ist bewacht. Einfahrt zu den Wohngebäuden Scherzligweg 7 und 9. Heinrich von Kleist wohnte 1802/03 auf dem Inseli. |
|      | Unbenannte Brücke                              | Untere Aareinsel                   | Thun (Lage)                             | Strassenbrücke (einspurig) mit Rohrleitungen unterhalb der Fahrbahn                       | Balkenbrücke     | Stahl            | 20                                   | 559          | Private Brücke mit abschliessbarem Eingangstor. Einfahrt zu den Wohngebäuden Scherzligweg 5 (Villa Julia) und Scherzligweg 3. |
|      | Unbenannter Steg                               | Untere Aareinsel                   | Thun (Lage)                             | Fussgängerbrücke                                                                          | Balkenbrücke     |                  | 10                                   | 559          | Übergang auf privatem Areal. |
|      | Scherzligschleusenbrücke (Obere Aareschleuse)  | Bälliz                             | Thun (Lage)                             | Fussgängerbrücke                                                                          | Gedeckte Brücke  | Holz             | 53                                   | 559          | Die Holzbrücke über die Äussere Aare dient als Thunersee-Regulierwehr. Sie wurde 1726 erstellt. Das Bauwerk ist denkmalgeschützt. Wanderland-Route 26 Panorama Rundweg Thunersee (Etappe 1 Thun–Sigriswil) und Route 38 ViaBerna (Etappe 10 Münsingen–Thun) |
|      | Göttibachsteg                                  | Bälliz                             | Thun (Lage)                             | Fussgänger- und Velobrücke                                                                | Balkenbrücke     | Beton            | 35                                   | 558          | Wanderland-Route 26 Panorama Rundweg Thunersee (Etappe 1 Thun–Sigriswil) und Route 38 ViaBerna (Etappe 10 Münsingen–Thun) Übergang überquert die Innere Aare. |
|      | Sinnebrücke (Freienhofgasse)                   | Bälliz                             | Thun (Lage)                             | Strassenbrücke (zweispurig) mit Trottoirs                                                 | Balkenbrücke     | Beton            | 25                                   | 558          | Die Brücke wurde 1971 erstellt. Sie ersetzte einen Übergang von 1842. Höchstgeschwindigkeit 50 km/h Höchstgewicht 32 t STI-Buslinien 21 (Thun–Beatenbucht–Interlaken) und 25 (Thun–Oberhofen–Gunten–Sigriswil) Übergang überquert die Innere Aare. |
|      | Bahnhofbrücke                                  | Bälliz                             | Thun (Lage)                             | Strassenbrücke (zweispurig) mit Trottoirs                                                 | Bogenbrücke      | Beton            | 30                                   | 558          | Die Scherzligbrücke wurde 1923 abgebrochen und als Bahnhofbrücke wieder aufgebaut. Die Brücke wurde 1988 neu erstellt. Höchstgeschwindigkeit 50 km/h Höchstgewicht 32 t Die Bushaltestelle Bälliz (Fahrtrichtung Bahnhof) befindet sich auf der Brücke: STI-Buslinien 21 (Thun–Beatenbucht–Interlaken) und 25 (Thun–Oberhofen–Gunten–Sigriswil) Veloland-Route 99 Herzroute (Etappe 4 Thun–Langnau) Übergang überquert die Äussere Aare. |
|      | Mühleschleusenbrücke (Untere Aareschleuse)     | Bälliz                             | Thun (Lage)                             | Fussgängerbrücke                                                                          | Gedeckte Brücke  | Holz             | 57                                   | 558          | Die Holzbrücke über die Innere Aare dient als Thunersee-Regulierwehr. Sie wurde 1788 erstellt. Das Bauwerk ist denkmalgeschützt. |
|      | Mühlebrücke                                    | Bälliz                             | Thun (Lage)                             | Fussgänger- und Velobrücke                                                                | Balkenbrücke     | Beton            | 45                                   | 558          | Die Brücke wurde 1880 erstellt. Sie ersetzte einen um 1865 gebauten hölzernen Gittersteg. Veloland-Route 99 Herzroute (Etappe 4 Thun–Langnau) Übergang überquert die Innere Aare. |
|      | Postbrücke (Mittlere Brücke)                   | Bälliz                             | Thun (Lage)                             | Strassenbrücke (einspurig) mit Trottoirs                                                  | Bogenbrücke      | Stahl Beton      | 30                                   | 558          | Die Brücke wurde 1998 erstellt. Sie ersetzte eine Stahlkonstruktion von 1893. Einbahnstrasse (Fahrtrichtung von der Insel) Einfahrt verboten (Fahrtrichtung zur Insel) Begegnungszone Übergang überquert die Äussere Aare. |
|      | Parkhuusbrüggli                                | Bälliz                             | Thun (Lage)                             | Fussgängerbrücke                                                                          | Balkenbrücke     | Beton            | 30                                   | 558          | Übergang überquert die Äussere Aare. |
|      | Rathuusbrüggli                                 | Bälliz                             | Thun (Lage)                             | Fussgänger- und Velobrücke                                                                | Balkenbrücke     | Beton            | 30                                   | 558          | Übergang überquert die Innere Aare. |
|      | Allmendbrücke                                  | Bälliz                             | Thun (Lage)                             | Strassenbrücke (zweispurig) mit Trottoirs                                                 | Balkenbrücke     | Beton            | 35                                   | 558          | Die Brücke wurde 1958 eröffnet. Sie ersetzte eine Holzbrücke von 1853, die 1869/70 umgebaut und verstärkt wurde. Einbahnstrasse (Fahrtrichtung von der Insel) Einfahrt verboten (Fahrtrichtung zur Insel): STI-Bus, Taxi, Motorfahrräder und Velos gestattet Höchstgeschwindigkeit 50 km/h STI-Buslinien (Verkehrsknotenpunkt, an dem fast alle Linien durchfahren) Mountainbike-Route 2 Panorama Bike (Etappe 10 Habkern–Thun) Veloland-Route 4 Alpenpanorama-Route (Etappe 5 Sörenberg–Thun) und Route 8 Aare-Route (Etappe 3 Spiez–Bern) Übergang überquert die Äussere Aare. |
|      | Kuhbrücke (Marktgasse)                         | Bälliz                             | Thun (Lage)                             | Strassenbrücke (zweispurig) mit Trottoirs                                                 | Balkenbrücke     | Beton            | 30                                   | 558          | Die Brücke wurde 1957 erstellt. Sie ersetzte eine Stahlkonstruktion von 1851. Einbahnstrasse (Fahrtrichtung zur Insel) Einfahrt verboten (Fahrtrichtung von der Insel): STI-Bus, Taxi, Motorfahrräder und Velos gestattet Höchstgeschwindigkeit 50 km/h STI-Buslinien (Verkehrsknotenpunkt, an dem fast alle Linien durchfahren) Mountainbike-Route 2 Panorama Bike (Etappe 10 Habkern–Thun) Veloland-Route 4 Alpenpanorama-Route (Etappe 5 Sörenberg–Thun) und Route 8 Aare-Route (Etappe 3 Spiez–Bern) Übergang überquert die Innere Aare.                                     |
|      | Migrosbrücke                                   | Bälliz                             | Thun (Lage)                             | Strassenbrücke (einspurig) mit Trottoirs                                                  | Balkenbrücke     | Beton            | 45                                   | 558          | Allgemeines Fahrverbot: Lieferanten sowie Personal Migros gestattet Übergang überquert die Innere Aare. |
|      | Unbenannter Steg                               | Bälliz                             | Thun (Lage)                             | Fussgängerbrücke                                                                          | Balkenbrücke     | Stahl Holz       | 40                                   | 558          | Privater Steg mit abschliessbarem Metalltor. Übergang überquert die Innere Aare. |
|      | Unbenannte Brücke                              | Insel bei Hunzigenau               | Rubigen (Lage)                          | Fussgängerbrücke                                                                          | Bogenbrücke      | Stahl Holz       | 25                                   | 518          | Die künstliche Insel wurde 2005/06 erstellt. Allgemeines Fahrverbot Verbot für Tiere (Pferd) Das Bauwerk befindet sich im national geschützten Auengebiet Belper Giessen. Wanderweg |
|      | Unbenannte Brücke                              | Insel bei Hunzigenau               | Rubigen (Lage)                          | Fussgängerbrücke                                                                          | Bogenbrücke      | Stahl Holz       | 25                                   | 518          | Die künstliche Insel wurde 2005/06 erstellt. Allgemeines Fahrverbot Verbot für Tiere (Pferd) Das Bauwerk befindet sich im national geschützten Auengebiet Belper Giessen. Wanderweg |
|      | Unbenannter Steg                               | I der Au                           | Muri bei Bern (Lage)                    | Fussgängerbrücke                                                                          | Balkenbrücke     | Holz             | 8                                    | 509          | Übergang überquert den Biberbach. Die Brücke befindet sich im national geschützten Auengebiet Belper Giessen. |
|      | Unbenannter Steg                               | I der Au                           | Muri bei Bern (Lage)                    | Fussgängerbrücke                                                                          | Balkenbrücke     | Holz             | 7                                    | 509          | Übergang überquert ein namenloser Bach. Die Brücke befindet sich im national geschützten Auengebiet Belper Giessen. |
|      | Unbenannter Steg                               | I der Au                           | Muri bei Bern (Lage)                    | Fussgängerbrücke                                                                          | Balkenbrücke     | Holz             | 9                                    | 509          | Übergang überquert den Biberbach. Die Brücke befindet sich im national geschützten Auengebiet Belper Giessen. |
|      | Unbenannter Steg                               | I der Au                           | Muri bei Bern (Lage)                    | Fussgängerbrücke                                                                          | Balkenbrücke     | Holz             | 9                                    | 509          | Übergang überquert den Biberbach. Die Brücke befindet sich im national geschützten Auengebiet Belper Giessen. |
|      | Wangenstrasse-Brücke                           | Schachen                           | Wiedlisbach (Lage)                      | Strassenbrücke (zweispurig) mit Trottoir                                                  | Balkenbrücke     | Beton            | 70                                   | 420          | Höchstgeschwindigkeit 60 km/h asm-Buslinie 58 (Wangen a. A.–Wiedlisbach–Farnern) Wanderweg Übergang überquert den Aarekanal. |
|      | Unbenannte Brücke                              | Schachen                           | Wiedlisbach (Lage)                      | Fussgängerbrücke                                                                          | Balkenbrücke     | Stahl Beton      | 38                                   | 419          | Brücke ist nicht behindertengerecht (Treppe). Übergang überquert den Aarekanal. |
|      | Arsenalstrasse-Brücke                          | Schachen                           | Wiedlisbach (Lage)                      | Strassenbrücke mit Trottoir 1444                                                          | Bogenbrücke      | Beton            | 50                                   | 420          | Höchstgeschwindigkeit 80 km/h Übergang überquert den Aare- und den Mooskanal. |
|      | SBB-Brücke                                     | Schachen                           | Wiedlisbach – Wangen an der Aare (Lage) | Eisenbahnbrücke (zweigleisig)                                                             | Balkenbrücke     | Stahl Beton      | 70                                   | 420          | Höchstgeschwindigkeit 105 km/h Bahnstrecke Olten–Solothurn Übergang überquert den Aare- und den Mooskanal. |
|      | Unbenannte Brücke                              | Schachen                           | Wiedlisbach – Wangen an der Aare (Lage) | Feldwegbrücke                                                                             | Fachwerkbrücke   | Stahl            | 45                                   | 420          | Wanderweg Übergang überquert den Aare- und den Mooskanal. |
|      | Mabey Militärbrücke                            | Schachen                           | Wiedlisbach – Wangen an der Aare (Lage) | Strassenbrücke (einspurig)                                                                | Fachwerkbrücke   | Stahl            | 85                                   | 420          | Die temporäre «Mabey Logistic Support Bridge» wurde 2020 erstellt, sie wird nach dem Bau einer neuen Kaserne 2025 zurückgebaut. Verbot für Fussgänger Höchstgeschwindigkeit 20 km/h, Höchstgewicht 40 t Übergang überquert den Aare- und den Mooskanal. |
|      | Unbenannte Brücke                              | Schachen                           | Wangen an der Aare (Lage)               | Feldwegbrücke                                                                             | Balkenbrücke     | Beton            | 5                                    | 420          | Wanderweg Übergang überquert den Mooskanal. |
|      | Unbenannte Brücke                              | Schachen                           | Wangen an der Aare (Lage)               | Feldwegbrücke                                                                             | Balkenbrücke     | Beton            | 15                                   | 420          | Wanderweg Übergang überquert den Mooskanal. |
|      | Aarebrücke Wangen                              | Schachen                           | Wangen an der Aare (Lage)               | Strassenbrücke (einspurig) mit Trottoirs                                                  | Gedeckte Brücke  | Holz             | 95                                   | 421          | Die Holzbrücke wurde 1549–53 erstellt, 1576 nach Hochwasserschaden erneuert und seither mehrfach renoviert. Das Bauwerk steht unter Denkmalschutz. Vortritt vor dem Gegenverkehr (Fahrtrichtung Schacheninsel und Wiedlisbach) Dem Gegenverkehr Vortritt lassen (Fahrtrichtung Städtchen Wangen a. A.) Höchstgeschwindigkeit 30 km/h, Höchstgewicht 3,5 t, Höchsthöhe 2,5 m Wanderweg Kanuland-Route 1 Aare Kanu (Etappe 3 Solothurn–Wangen a. A.) unterquert die Brücke. |
|      | SBB-Brücke                                     | Schachen                           | Wangen an der Aare (Lage)               | Eisenbahnbrücke (zweigleisig)                                                             | Balkenbrücke     | Stahl Beton      | 100                                  | 420          | Höchstgeschwindigkeit 125 km/h Bahnstrecke Olten–Solothurn Kanuland-Route 1 Aare Kanu (Etappe 4 Wangen a. A.–Murgenthal) unterquert die Brücke. |
|      | Umfahrungsstrasse-Brücke                       | Schachen                           | Wangen an der Aare (Lage)               | Strassenbrücke (zweispurig) mit Trottoir                                                  | Balkenbrücke     | Beton            | 120                                  | 420          | Höchstgeschwindigkeit 80 km/h asm-Buslinie 58 (Wangen a. A.–Wiedlisbach–Farnern) Kanuland-Route 1 Aare Kanu (Etappe 4 Wangen a. A.–Murgenthal) unterquert die Brücke. |
|      | Unbenannter Steg                               | Kraftwerk Wynau Schwarzhäusern     | Schwarzhäusern (Lage)                   | Fussgängerbrücke                                                                          | Balkenbrücke     | Stahl            | 82                                   | 410          | Brücke mit abschliessbarem Tor beim Kraftwerk Schwarzhäusern. Übergang überquert den Oberwasserkanal. Auf der linken Flussseite befindet sich das national geschützte Amphibienlaichgebiet Alte Kiesgrube Schwarzhäusern. |
|      | Aareweg-Brücke                                 | Kraftwerk Wynau Schwarzhäusern     | Schwarzhäusern – Wynau (Lage)           | Strassenbrücke                                                                            | Balkenbrücke     | Beton            | 110                                  | 410          | Private Zufahrt beim Kraftwerk Wynau. Bauwerk führt über das Stauwehr. |
|      | Schrännequeri-Brücke                           | Kraftwerk Wynau Schwarzhäusern     | Schwarzhäusern – Wynau (Lage)           | Fussgängerbrücke                                                                          | Balkenbrücke     | Beton            | 120                                  | 410          | Allgemeines Fahrverbot Wanderweg Gedeckter Übergang führt über das Stauwehr. |
|      | Unbenannte Brücke                              | Kraftwerk Wynau Schwarzhäusern     | Schwarzhäusern (Lage)                   | Fussgängerbrücke                                                                          | Balkenbrücke     | Stahl            | 45                                   | 410          | Allgemeines Fahrverbot Wanderweg Übergang überquert den Unterwasserkanal. Hinweistafel: Kraftwerkareal Baden verboten |
|      | Unbenannte Brücke                              | Kraftwerk Ruppoldingen             | Boningen (Lage)                         | Fussgängerbrücke                                                                          | Balkenbrücke     | Beton            | 5                                    | 400          | Veloland-Route 5 Mittelland-Route (Etappe 4 Aarau–Solothurn) und Route 8 Aare-Route (Etappe 6 Solothurn–Aarau) Das Bauwerk befindet sich im national geschützten Auengebiet Ruppoldingen. |
|      | Unbenannte Brücke                              | Kraftwerk Ruppoldingen             | Boningen – Rothrist (Lage)              | Wehrbrücke                                                                                | Balkenbrücke     | Beton            | 70                                   | 400          | Übergang beim Kraftwerk Ruppoldingen. Das neue Wasserkraftwerk der Alpiq Holding wurde 1996–2000 erstellt. Das Bauwerk befindet sich im national geschützten Auengebiet Ruppoldingen. Interkantonale Brücke (Kantonsgrenze Solothurn – Aargau) |
|      | Unbenannte Brücke                              | Kraftwerk Ruppoldingen             | Boningen – Rothrist (Lage)              | Fussgängerbrücke                                                                          | Balkenbrücke     | Stahl Beton      | 140                                  | 400          | Allgemeines Fahrverbot Verbot für Tiere (Pferd) Das Bauwerk befindet sich im national geschützten Auengebiet Ruppoldingen. Interkantonale Brücke (Kantonsgrenze Solothurn – Aargau) |
|      | Unbenannte Brücke                              | Kraftwerk Ruppoldingen             | Boningen (Lage)                         | Strassenbrücke (zweispurig)                                                               | Balkenbrücke     | Beton            | 25                                   | 400          | Zufahrt zum Restaurant Aareblick Phuong Luong. Veloland-Route 5 Mittelland-Route (Etappe 4 Aarau–Solothurn) und Route 8 Aare-Route (Etappe 6 Solothurn–Aarau) Das Bauwerk befindet sich im national geschützten Auengebiet Ruppoldingen. |
|      | Unbenannte Brücke                              | Kraftwerk Ruppoldingen             | Olten (Lage)                            | Fussgängerbrücke                                                                          | Balkenbrücke     | Holz             | 15                                   | 400          | Veloland-Route 5 Mittelland-Route (Etappe 4 Aarau–Solothurn) und Route 8 Aare-Route (Etappe 6 Solothurn–Aarau) Das Bauwerk befindet sich im national geschützten Auengebiet Ruppoldingen. |
|      | A1/A2-Brücken                                  | Kraftwerk Ruppoldingen             | Olten – Rothrist (Lage)                 | Autobahnbrücke (sechsspurig)                                                              | Balkenbrücke     | Beton            | 400                                  | 400          | Höchstgeschwindigkeit 120 km/h Die Brücken überqueren die Aare und die Kraftwerkinsel. Das Bauwerk befindet sich im national geschützten Auengebiet Ruppoldingen. Interkantonale Brücke (Kantonsgrenze Solothurn – Aargau) |
|      | Stauwehr Winznau-Steg                          | Schachen                           | Winznau (Lage)                          | Wehrbrücke                                                                                | Balkenbrücke     | Stahl            | 95                                   | 389          | Das Stauwehr, als Teil des Wasserkraftwerks Gösgen, wurde 1917 in Betrieb genommen. Allgemeines Fahrverbot Wanderweg Der alte, nicht erdbebensichere Wehroberbau wird zurückgebaut. Bei der Sanierung wird als Wehrübergang eine breite Fussgänger- und Velobrücke erstellt. Das Stauwehr überquert die Alte Aare. |
|      | Giessenstrasse-Brücke                          | Schachen                           | Winznau (Lage)                          | Strassenbrücke (einspurig) mit Velostreifenmarkierung                                     | Balkenbrücke     | Beton            | 55                                   | 389          | Verbot für Motorwagen und Motorräder: Zubringerdienst gestattet Vortritt vor dem Gegenverkehr (Fahrtrichtung Insel) Dem Gegenverkehr Vortritt lassen (Fahrtrichtung Winznau) Veloland-Route 5 Mittelland-Route (Etappe 4 Aarau–Solothurn) und Route 8 Aare-Route (Etappe 6 Solothurn–Aarau) Die Kanuland-Route 1 Aare Kanu (Etappe 6 Olten–Aarau) unterquert die Brücke. Das Bauwerk überquert den Gösger Kanal. |
|      | Unterdorfstrasse-Brücke                        | Schachen                           | Winznau (Lage)                          | Strassenbrücke (einspurig) mit Velostreifenmarkierung                                     | Balkenbrücke     | Beton            | 55                                   | 389          | Verbot für Motorwagen und Motorräder: ausgenommen Zubringerdienst Vortritt vor dem Gegenverkehr (Fahrtrichtung Insel) Dem Gegenverkehr Vortritt lassen (Fahrtrichtung Winznau) Wanderweg Die Kanuland-Route 1 Aare Kanu (Etappe 6 Olten–Aarau) unterquert die Brücke. Das Bauwerk überquert den Gösger Kanal. |
|      | Im Schachen-Brücke                             | Schachen                           | Winznau (Lage)                          | Strassenbrücke (einspurig) mit schmalen Trottoirs                                         | Bogenbrücke      | Stahl Beton      | 60                                   | 389          | Verbot für Motorwagen und Motorräder: Zubringerdienst gestattet Höchstgeschwindigkeit 20 km/h Höchstgewicht 28 t Die Kanuland-Route 1 Aare Kanu (Etappe 6 Olten–Aarau) unterquert die Brücke. Das Bauwerk überquert den Gösger Kanal. |
|      | Schachenstrasse-Brücke                         | Schachen                           | Obergösgen (Lage)                       | Strassenbrücke (zweispurig) mit Trottoir und Velostreifenmarkierungen                     | Balkenbrücke     | Beton            | 60                                   | 389          | Höchstgeschwindigkeit 50 km/h BOGG-Buslinie 517 (Dulliken–Obergösgen–Lostorf) Wanderweg Die Kanuland-Route 1 Aare Kanu (Etappe 6 Olten–Aarau) unterquert die Brücke. Das Bauwerk überquert den Gösger Kanal. |
|      | Dullikerstrasse-Brücke                         | Schachen                           | Obergösgen (Lage)                       | Strassenbrücke (zweispurig) mit Trottoir und Velostreifenmarkierungen                     | Balkenbrücke     | Beton            | 115                                  | 384          | Höchstgeschwindigkeit 50 km/h BOGG-Buslinie 517 (Dulliken–Obergösgen–Lostorf) Wanderweg Das Bauwerk überquert die Alte Aare. Auf der Insel flussabwärts befindet sich das national geschützte Amphibienlaichgebiet Obergösger Schachen. |
|      | Unbenannter Steg                               | Schachen                           | Obergösgen (Lage)                       | Fussgängerbrücke mit Holzschranke                                                         | Balkenbrücke     | Beton            | 5                                    | 378          | Übergang überquert einen namenlosen Bach auf der Insel. |
|      | Unbenannter Steg                               | Schachen                           | Obergösgen (Lage)                       | Fussgängerbrücke                                                                          | Balkenbrücke     | Stahl Beton      | 6                                    | 378          | Wanderweg Übergang überquert den Stegbach. |
|      | Unbenannte Brücke                              | Schachen                           | Niedergösgen – Däniken (Lage)           | Fussgängerbrücke                                                                          | Balkenbrücke     | Beton Stahl      | 105                                  | 378          | Der Übergang kann über eine Treppe (nicht behindertengerecht) begangen werden. Der Zugang zum Kernkraftwerk Gösgen ist mit einem abschliessbaren Metalltor versehen. Die Brücke überquert auch Wanderwege auf beiden Flussseiten. Das Bauwerk überquert die Alte Aare. |
|      | Mühledorfstrasse-Brücke                        | Schachen                           | Niedergösgen (Lage)                     | Strassenbrücke (einspurig) mit Wasserkanal an der Brückenwand                             | Bogenbrücke      | Beton            | 50                                   | 391          | Vortritt vor dem Gegenverkehr (Fahrtrichtung Insel) Dem Gegenverkehr Vortritt lassen (Fahrtrichtung Niedergösgen) Höchstgeschwindigkeit 5 km/h Höchstgewicht 28 t Die Kanuland-Route 1 Aare Kanu (Etappe 6 Olten–Aarau) unterquert die Brücke. Das Bauwerk überquert den Gösger Kanal. |
|      | Mühledorfstrasse-Brücke                        | Schachen                           | Niedergösgen (Lage)                     | Strassenbrücke (einspurig)                                                                | Bogenbrücke      | Beton            | 40                                   | 391          | Vortritt vor dem Gegenverkehr (Fahrtrichtung Insel) Dem Gegenverkehr Vortritt lassen (Fahrtrichtung Niedergösgen) Höchstgeschwindigkeit 50 km/h Das Bauwerk überquert den Gösger Kanal. |
|      | Maschinenhaus Kraftwerk Gösgen                 | Schachen                           | Niedergösgen (Lage)                     | Gebäude-«Brücke»                                                                          | Balkenbrücke     | Beton            | 120                                  | 379          | Das Kraftwerk Gösgen wurde 1917 in Betrieb genommen. Die Anlage wurde 2000 erneuert. Das Bauwerk überquert den Gösger Kanal. |
|      | Sandackerstrasse-Brücke                        | Schachen                           | Niedergösgen (Lage)                     | Strassenbrücke (einspurig) mit Trottoir, Bahngleis und Rohrleitungen an den Brückenwänden | Balkenbrücke     | Beton            | 110                                  | 375          | Verbot für Lastwagen Höchstgeschwindigkeit 30 km/h Der Einbahn-Verkehr ist durch Lichtanlagen geregelt. Das Industriegleis führt u. a. zum Kraftwerk Gösgen. Wanderweg Das Bauwerk überquert die Alte Aare. |
|      | Industriestrasse-Brücke                        | Schachen                           | Niedergösgen (Lage)                     | Strassenbrücke (zweispurig) mit Trottoir                                                  | Balkenbrücke     | Beton            | 90                                   | 371          | Höchstgeschwindigkeit 50 km/h Die Kanuland-Route 1 Aare Kanu (Etappe 6 Olten–Aarau) unterquert die Brücke. Das Bauwerk überquert den Gösger Kanal. |
|      | Schmiedenstrasse-Brücke                        | Schachen                           | Niedergösgen (Lage)                     | Strassenbrücke (einspurig)                                                                | Bogenbrücke      | Beton Stahl      | 70                                   | 371          | Verbot für Motorwagen Höchstgeschwindigkeit 50 km/h Höchstgewicht 3,5 t Die Kanuland-Route 1 Aare Kanu (Etappe 6 Olten–Aarau) unterquert die Brücke. Das Bauwerk überquert den Gösger Kanal. |
|      | Bally-Park-Brücke                              | Schachen                           | Niedergösgen – Gretzenbach (Lage)       | Fussgängerbrücke                                                                          | Hängebrücke      | Stahl            | 93                                   | 376          | Die Hängebrücke wurde 2006 erstellt. Verbot für Fahrräder und Motorfahrräder Verbot für Tiere (Pferd) Das Bauwerk überquert die Alte Aare. |
|      | Inselstrasse-Brücke                            | Schachen                           | Niedergösgen (Lage)                     | Strassenbrücke (zweispurig)                                                               | Bogenbrücke      | Beton            | 60                                   | 371          | Höchstgeschwindigkeit 30 km/h Höchstgewicht 8 t Veloland-Route 5 Mittelland-Route (Etappe 4 Aarau–Solothurn) und Route 8 Aare-Route (Etappe 6 Solothurn–Aarau) Wanderweg Die Kanuland-Route 1 Aare Kanu (Etappe 6 Olten–Aarau) unterquert die Brücke. Das Bauwerk überquert den Gösger Kanal. |
|      | Stauwehrbrücke                                 | Grien                              | Erlinsbach – Schönenwerd (Lage)         | Fussgänger- und Velobrücke                                                                | Balkenbrücke     | Beton            | 80                                   | 371          | Die Brücke beim Schönenwerder Wehr wurde 1962 erstellt. Der Übergang wurde 2020–2022 verbreitert. Veloland-Route 5 Mittelland-Route (Etappe 4 Aarau–Solothurn) und Route 8 Aare-Route (Etappe 6 Solothurn–Aarau) Wanderweg Flussabwärts befindet sich das national geschützte Auengebiet Wöschnau. |
|      | Unbenannte Brücke                              | Grien                              | Erlinsbach (Lage)                       | Fussgänger- und Velobrücke                                                                | Balkenbrücke     | Beton            | 80                                   | 371          | Veloland-Route 3 Nord-Süd-Route (Etappe 1 Basel–Aarau) Wanderweg Die Kanuland-Route 1 Aare Kanu (Etappe 6 Olten–Aarau) unterquert die Brücke. Das Bauwerk überquert den Aarekanal. |
|      | Unbenannter Steg                               | Grien                              | Erlinsbach (Lage)                       | Fussgängerbrücke                                                                          | Balkenbrücke     | Beton            | 25                                   | 371          | Allgemeines Fahrverbot Verbot für Tiere (Pferd) Der Steg führt von der Insel zum Damm im Aarekanal. |
|      | Unbenannte Brücke                              | Grien                              | Erlinsbach (Lage)                       | Fussgänger- und Velobrücke                                                                | Balkenbrücke     | Beton            | 40                                   | 371          | Verbot für Motorwagen, Motorräder und Motorfahrräder Hinweistafel: Velofahrer Rücksicht auf Fussgänger nehmen Die Kanuland-Route 1 Aare Kanu (Etappe 6 Olten–Aarau) unterquert die Brücke. Die Brücke führt von Erlinsbach zum Damm im Aarekanal. |
|      | Unbenannte Brücke                              | Grien                              | Erlinsbach (Lage)                       | Fussgänger- und Velobrücke                                                                | Balkenbrücke     | Beton            | 25                                   | 371          | Verbot für Motorwagen, Motorräder und Motorfahrräder Hinweistafel: Velofahrer Rücksicht auf Fussgänger nehmen Die Brücke führt von der Insel zum Damm im Aarekanal. |
|      | Unbenannte Brücke                              | Grien                              | Aarau (Lage)                            | Fussgänger- und Velobrücke                                                                | Balkenbrücke     | Beton            | 45                                   | 371          | Wanderweg Die Kanuland-Route 1 Aare Kanu (Etappe 6 Olten–Aarau) unterquert die Brücke. Die Brücke führt von Aarau zum Damm im Aarekanal. |
|      | Unbenannte Brücke                              | Grien                              | Aarau (Lage)                            | Fussgänger- und Velobrücke                                                                | Balkenbrücke     | Beton            | 30                                   | 371          | Wanderweg Die Brücke führt von der Insel zum Damm im Aarekanal. |
|      | Kraftwerkbrücke (Nord)                         | Grien                              | Aarau (Lage)                            | Strassenbrücke (zweispurig) mit Trottoir                                                  | Balkenbrücke     | Beton            | 40                                   | 371          | Die Brücke wurde 1986 erstellt. Verbot für Motorwagen und Motorräder: Ausgenommen Zubringerdienst Höchstgeschwindigkeit 30 km/h Veloland-Route 5 Mittelland-Route (Etappe 4 Aarau–Solothurn) und Route 8 Aare-Route (Etappe 6 Solothurn–Aarau) Die Brücke führt von Aarau zum Kraftwerkinseli im Aarekanal. |
|      | Kraftwerkbrücke (Süd)                          | Grien                              | Aarau (Lage)                            | Strassenbrücke (zweispurig) mit Trottoir                                                  | Balkenbrücke     | Beton            | 25                                   | 371          | Die Brücke wurde 1986 erstellt. Verbot für Motorwagen und Motorräder: Ausgenommen Zubringerdienst Höchstgeschwindigkeit 30 km/h Hinweistafel am Brückengeländer: Fischen verboten Veloland-Route 5 Mittelland-Route (Etappe 4 Aarau–Solothurn) und Route 8 Aare-Route (Etappe 6 Solothurn–Aarau) Die Brücke führt vom Erholungspark Inseli zum Kraftwerkinseli im Aarekanal. |
|      | Süffelsteg (Aaresteg-West)                     | Grien                              | Aarau (Lage)                            | Fussgänger- und Velobrücke                                                                | Balkenbrücke     | Beton            | 61                                   | 371          | Der Steg wurde 1980/81 erstellt. Er ersetzte eine Fachwerkbrücke von 1923. Veloland-Route 3 Nord-Süd-Route (Etappe 1 Basel–Aarau) Wanderweg Der Übergang führt zum Erholungspark Inseli. |
|      | Kraftwerk Aarau-Steg                           | Grien                              | Aarau (Lage)                            | Fussgängerbrücke                                                                          | Balkenbrücke     | Beton            | 130                                  | 371          | Die Brücke an der Unterwasserseite des Kraftwerks überquert den Aarekanal. Der Übergang ist nicht behindertengerecht (Treppenstufen). |
|      | Zurlindensteg                                  | Zurlindeninsel                     | Aarau (Lage)                            | Fussgänger- und Velobrücke                                                                | Balkenbrücke     | Stahl Beton      | 109                                  | 367          | Der Steg wurde 1951 erstellt. Wanderland-Route 42 Aargauer Weg (Etappe 2 Wittnau–Aarau) Das Bauwerk überquert den rechten Arm der Aare. |
|      | Zurlindensteg                                  | Zurlindeninsel                     | Aarau (Lage)                            | Fussgänger- und Velobrücke                                                                | Balkenbrücke     | Stahl Beton      | 66                                   | 367          | Der Steg wurde 1951 erstellt. Verbot für Motorwagen, Motorräder und Motorfahrräder Hinweistafel: Velofahrer Rücksicht auf Fussgänger nehmen Wanderland-Route 42 Aargauer Weg (Etappe 2 Wittnau–Aarau) Kanuland-Route 1 Aare Kanu (Etappe 7 Aarau–Brugg) unterquert die Brücke. Das Bauwerk überquert den Oberwasserkanal. |
|      | Zurlindeninsel-Brücke                          | Zurlindeninsel                     | Aarau (Lage)                            | Strassenbrücke (zweispurig)                                                               | Balkenbrücke     | Beton            | 70                                   | 367          | Allgemeines Fahrverbot Verbot für Fussgänger Die Einfahrt auf das Privatareal auf der Insel ist durch eine elektrische Schranke geregelt. Höchstgeschwindigkeit 30 km/h Kanuland-Route 1 Aare Kanu (Etappe 7 Aarau–Brugg) unterquert die Brücke. Das Bauwerk überquert den Oberwasserkanal. |
|      | Rechenreinigungsmaschine-Brücke                | Zurlindeninsel                     | Aarau (Lage)                            | Kran-Brücke (eingleisig)                                                                  | Balkenbrücke     | Stahl Beton      | 30                                   | 367          | Die Rechenreinigungsmaschine beim Kraftwerk Rüchlig wurde 2015 erstellt. Das Bauwerk überquert den Aarekanal. |
|      | Kraftwerk Rüchlig-Brücke                       | Zurlindeninsel                     | Aarau (Lage)                            | Werkbrücke (einspurig)                                                                    | Balkenbrücke     | Beton            | 40                                   | 367          | Privater Übergang beim Kraftwerk Rüchlig. Das Bauwerk überquert den Aarekanal. Flussabwärts befindet sich das national geschützte Amphibienlaichgebiet Zurlindeninsel und das Auengebiet Aarau-Rupperswil. |
|      | Stauwehr Rüchlig                               | Zurlindeninsel                     | Aarau (Lage)                            | Wehrbrücken                                                                               | Balkenbrücke     | Beton Stahl      | 85                                   | 365          | Das Kraftwerk Rüchlig-Wehr hat einen offenen Werkübergang sowie ein durch Treppen erschlossener gedeckten Übergang. Das Bauwerk überquert den rechten Arm der Aare. |
|      | Kraftwerk Wehrbrücke                           | Insel bei Auenstein                | Auenstein (Lage)                        | Fussgängerbrücke                                                                          | Balkenbrücke     | Beton            | 60                                   | 361          | Allgemeines Fahrverbot: Ausgenommen Werkverkehr Verbot für Tiere (Pferd) Metallschranken dienen als Durchfahrtssperre. Der Übergang verbindet Auenstein mit der Insel über den linken Aarearm. |
|      | Kraftwerk Wehrbrücke                           | Insel bei Auenstein                | Auenstein – Rupperswil (Lage)           | Strassenbrücke (einspurig) mit Trottoir                                                   | Balkenbrücke     | Beton            | 80                                   | 361          | Allgemeines Fahrverbot: Ausgenommen Werkverkehr Verbot für Tiere (Pferd) Die Insel und der rechte Aarearm befinden sich im national geschützten Auengebiet Aarau-Rupperswil. Der Übergang verbindet Rupperswil mit der Insel über den rechten Aarearm. |
|      | Auenstein-Brücke                               | Insel bei Auenstein                | Auenstein (Lage)                        | Strassenbrücke (einspurig) 471                                                            | Balkenbrücke     | Beton            | 100                                  | 361          | Das Bauwerk wurde 1943 erstellt. Vortritt vor dem Gegenverkehr (Fahrtrichtung Auenstein) Dem Gegenverkehr Vortritt lassen (Fahrtrichtung Insel) Höchstgeschwindigkeit 80 km/h Kanuland-Route 1 Aare Kanu (Etappe 7 Aarau–Brugg) unterquert die Brücke. Der Übergang verbindet Auenstein mit der Insel über den Unterwasserkanal. |
|      | Auenstein-Steg                                 | Insel bei Auenstein                | Auenstein (Lage)                        | Fussgänger- und Velobrücke                                                                | Balkenbrücke     | Beton            | 90                                   | 361          | Der Steg wurde 2019/20 erstellt. Verbot für Tiere (Pferd) Gemeinsamer Velo- und Fussweg Wanderweg Kanuland-Route 1 Aare Kanu (Etappe 7 Aarau–Brugg) unterquert die Brücke. Der Übergang verbindet Auenstein mit der Insel über den Unterwasserkanal. |
|      | Rupperswil-Brücke                              | Insel bei Auenstein                | Auenstein – Rupperswil (Lage)           | Strassenbrücke (einspurig) 471                                                            | Balkenbrücke     | Beton            | 110                                  | 361          | Das Bauwerk wurde 1943 erstellt. Vortritt vor dem Gegenverkehr (Fahrtrichtung Rupperswil) Dem Gegenverkehr Vortritt lassen (Fahrtrichtung Insel) Höchstgeschwindigkeit 80 km/h Die Insel und der rechte Aarearm befinden sich im national geschützten Auengebiet Aarau-Rupperswil. Der Übergang verbindet Rupperswil mit der Insel über den rechten Aarearm. |
|      | Rupperswil-Steg                                | Insel bei Auenstein                | Auenstein – Rupperswil (Lage)           | Fussgänger- und Velobrücke                                                                | Balkenbrücke     | Beton            | 99                                   | 361          | Der Steg wurde 2019/20 erstellt. Verbot für Tiere (Pferd) Gemeinsamer Velo- und Fussweg Wanderland-Route 42 Aargauer Weg (Etappe 3 Aarau–Brugg) Die Insel und der rechte Aarearm befinden sich im national geschützten Auengebiet Aarau-Rupperswil. Der Übergang verbindet Rupperswil mit der Insel über den rechten Aarearm. |
|      | Aaresteg Auenstein                             | Insel bei Auenstein                | Auenstein (Lage)                        | Fussgängerbrücke                                                                          | Spannbandbrücke  | Stahl            | 83                                   | 350          | Das Bauwerk wurde 2009/10 erstellt. Kanuland-Route 1 Aare Kanu (Etappe 7 Aarau–Brugg) unterquert die Brücke. Der Übergang verbindet Auenstein mit der Insel über den Unterwasserkanal. |
|      | Aaresteg Rupperswil                            | Insel bei Auenstein                | Rupperswil – Auenstein (Lage)           | Fussgängerbrücke                                                                          | Spannbandbrücke  | Stahl            | 102                                  | 350          | Das Bauwerk wurde 2009/10 erstellt. Wanderland-Route 42 Aargauer Weg (Etappe 3 Aarau–Brugg) Die Insel und der rechte Aarearm befinden sich im national geschützten Auengebiet Aarau-Rupperswil. Der Übergang verbindet Rupperswil mit der Insel über den rechten Aarearm. |
|      | Kraftwerk-Wehrbrücke                           | Schacheninseli                     | Schinznach – Brugg (Lage)               | Fussgänger- und Velobrücke                                                                | Balkenbrücke     | Beton            | 78                                   | 350          | Höchstgewicht 8 t Veloland-Route 5 Mittelland-Route (Etappe 3 Kloten–Aarau), Route 8 Aare-Route (Etappe 7 Aarau–Koblenz), Route 56 Seetal–Bözberg (Etappe 2 Lenzburg–Stein AG) und Route 908 Jurapark Aargau-Route (Etappe 2 Frick–Brugg) Wanderweg Hinweistafel Fischen verboten Allgemeines Fahrverbot (Unterquerung der Brücke ist für die Schifffahrt gesperrt) Die Insel und der rechte Aarearm befinden sich im national geschützten Auengebiet Umiker Schachen-Stierenhölzli.                                                                                             |
|      | Unbenannte Brücke                              | Schacheninseli                     | Schinznach-Dorf (Lage)                  | Fussgängerbrücke                                                                          | Bogenbrücke      | Beton            | 78                                   | 350          | Kanuland-Route 1 Aare Kanu (Etappe 7 Aarau–Brugg) unterquert die Brücke. Das Bauwerk überquert den Oberwasserkanal. |
|      | Aaretalbrücke (Autobahn A3)                    | Schacheninseli                     | Villnachern – Brugg (Lage)              | Autobahnbrücke (vierspurig)                                                               | Hohlkastenbrücke | Beton            | 1225 (Brücke Nord) 1210 (Brücke Süd) | 350          | Der Aareviadukt wurde 1988–1993 erstellt. Höchstgeschwindigkeit 100 km/h Kanuland-Route 1 Aare Kanu (Etappe 7 Aarau–Brugg) unterquert die Brücke. Die Brücke überquert u. a. die Aare und die Insel. |
|      | Hilfswehr-Brücke                               | Schacheninseli                     | Villnachern – Brugg (Lage)              | Strassenbrücke (einspurig) mit Trottoir                                                   | Balkenbrücke     | Beton            | 110                                  | 350          | Mindestabstand 50 m Veloland-Route 5 Mittelland-Route (Etappe 3 Kloten–Aarau), Route 8 Aare-Route (Etappe 7 Aarau–Koblenz), Route 56 Seetal–Bözberg (Etappe 2 Lenzburg–Stein AG) und Route 908 Jurapark Aargau-Route (Etappe 2 Frick–Brugg) Wanderweg Allgemeines Fahrverbot (Unterquerung der Brücke ist für die Schifffahrt gesperrt) Die Insel und der rechte Aarearm befinden sich im national geschützten Auengebiet Umiker Schachen-Stierenhölzli. |
|      | Oberwasserkanal-Brücke                         | Schacheninseli                     | Villnachern (Lage)                      | Strassenbrücke (einspurig) mit schmalen Trottoirs                                         | Balkenbrücke     | Beton            | 65                                   | 350          | Mindestabstand 50 m Kanuland-Route 1 Aare Kanu (Etappe 7 Aarau–Brugg) unterquert die Brücke. Das Bauwerk überquert den Oberwasserkanal. |
|      | Kraftwerk Wildegg-Brugg-Brücke (Kanalstrasse)  | Schacheninseli                     | Villnachern (Lage)                      | Strassenbrücke (einspurig)                                                                | Balkenbrücke     | Beton            | 50                                   | 350          | Das Kraftwerk Wildegg-Brugg wurde 1953 in Betrieb genommen. Verbot für Motorwagen und Motorräder: Ausgenommen Zubringerdienst zum Kraftwerk Hinweistafeln Reduzierter Winterdienst und Fischen verboten Das Bauwerk überquert den Oberwasserkanal. Der untere Teil der Insel befindet sich im national geschützten Amphibienlaichgebiet Umiker Schachen. |
|      | Unbenannte Brücke                              | Schacheninseli                     | Umiken (Lage)                           | Strassenbrücke (einspurig) mit schmalem Trottoir                                          | Balkenbrücke     | Beton            | 112                                  | 340          | Verbot für Motorwagen, Motorräder und Motorfahrräder: Ausgenommen Land- und Forstwirtschaft sowie Velofahren und Werkverkehr Axpo Höchstgewicht 13 t Kanuland-Route 1 Aare Kanu (Etappe 7 Aarau–Brugg) unterquert die Brücke. Das Bauwerk überquert den Unterwasserkanal. |
|      | Unbenannte Brücke                              | Geissenschachen                    | Brugg – Windisch (Lage)                 | Fussgänger- und Velobrücke                                                                | Fachwerkbrücke   | Stahl            | 28                                   | 332          | Allgemeines Fahrverbot: Velos gestattet Metallpoller dienen als Durchfahrtssperre. Das Bauwerk überquert den linken Aarearm. |
|      | Aaresteg Mülimatt                              | Geissenschachen                    | Windisch (Lage)                         | Fussgänger- und Velobrücke                                                                | Spannbandbrücke  | Stahl Beton      | 183                                  | 332          | Der Aaresteg Mülimatt wurde 2009/10 erstellt. Verbot für Motorwagen, Motorräder und Motorfahrräder Verbot für Tiere (Pferd) Metallpoller dient als Durchfahrtssperre. Hinweistafel Reduzierter Winterdienst Veloland-Route 8 Aare-Route (Etappe 7 Aarau–Koblenz) und Route 77 Rigi–Reuss–Klettgau (Etappe 3 Brugg–Bad Zurzach) Kanuland-Route 1 Aare Kanu (Etappe 8 Brugg–Full-Reuenthal) unterquert die Brücke. |
|      | Geissenschachen-Brücke                         | Geissenschachen                    | Brugg – Windisch (Lage)                 | Strassenbrücke (zweispurig) mit schmalen Trottoirs                                        | Balkenbrücke     | Beton            | 25                                   | 332          | Höchstgewicht 18 t Veloland-Route 8 Aare-Route (Etappe 7 Aarau–Koblenz) und Route 77 Rigi–Reuss–Klettgau (Etappe 3 Brugg–Bad Zurzach) Das Bauwerk überquert den linken Aarearm. |
|      | Unbenannte Brücke                              | Geissenschachen                    | Brugg – Windisch (Lage)                 | Strassenbrücke (zweispurig) mit schmalem Trottoir                                         | Balkenbrücke     | Holz             | 26                                   | 332          | Verbot für Motorwagen, Motorräder und Motorfahrräder: Ausgenommen Fahrzeuge des Bundes gestattet Höchstgewicht 12 t Das Bauwerk überquert den linken Aarearm. |
|      | Unbenannter Steg                               | Obere Auschachen                   | Brugg (Lage)                            | Fussgängerbrücke                                                                          | Balkenbrücke     | Holz             | 30                                   | 330          | Das Bauwerk befindet sich im national geschützten Auengebiet Wasserschloss Brugg-Stilli und im Amphibienlaichgebiet Auschachen. |
|      | Unbenannter Steg                               | Obere Auschachen Untere Auschachen | Brugg (Lage)                            | Fussgängerbrücke                                                                          | Balkenbrücke     | Holz             | 16                                   | 330          | Das Bauwerk befindet sich im national geschützten Auengebiet Wasserschloss Brugg-Stilli und im Amphibienlaichgebiet Auschachen. |
|      | Unbenannter Steg                               | Untere Auschachen                  | Brugg (Lage)                            | Fussgängerbrücke                                                                          | Balkenbrücke     | Holz             | 20                                   | 330          | Das Bauwerk befindet sich im national geschützten Auengebiet Wasserschloss Brugg-Stilli und im Amphibienlaichgebiet Auschachen. |
|      | Aarebrücke Vogelsang                           | Untere Auschachen                  | Brugg – Vogelsang (Lage)                | Strassenbrücke (zweispurig) mit Trottoir 438                                              | Balkenbrücke     | Beton            | 225                                  | 330          | Die Plattenbalkenbrücke wurde 2008 erstellt. Verbot für Lastwagen: Ausgenommen im Verkehr mit Gebenstorf, Turgi sowie den Ortsteilen Lauffohr, Schachen, Vogelsang und Ennetturgi Höchstgeschwindigkeit 50 km/h Bauwerk überquert die Aare und die Insel. |
|      | Stauwehr Beznau-Brücke                         | Beznau                             | Böttstein – Döttingen (Lage)            | Strassenbrücke (zweispurig) mit Trottoir                                                  | Balkenbrücke     | Beton            | 150                                  | 327          | Wanderweg Der Übergang überquert den linken Arm der Aare. |
|      | Beznau-Steg                                    | Beznau                             | Döttingen (Lage)                        | Rohrleitungsbrücke Fussgängerbrücke                                                       | Fachwerkbrücke   | Stahl            | 75                                   | 327          | Die Brücke ist mit einer abschliessbaren Türe versehen. Wanderweg Der Übergang überquert den Aare-Oberwasserkanal. |
|      | Beznaustrasse-Brücke                           | Beznau                             | Döttingen (Lage)                        | Werkbrücke (zweispurig) mit Trottoir und stillgelegtem Bahngleis                          | Balkenbrücke     | Beton            | 120                                  | 327          | Die Einfahrt zum Kernkraftwerk Beznau wird von einem Wachhäuschen mit elektrischer Schranke geregelt. Der Übergang überquert den Aare-Oberwasserkanal. |
|      | Wasserkraftwerk Beznau                         | Beznau                             | Döttingen (Lage)                        | Gebäude-«Brücke»                                                                          | Balkenbrücke     | Beton            | 130                                  | 325          | Das Aarekraftwerk wurde 1898–1902 gebaut. Das Bauwerk befindet sich am Ende des Aare-Oberwasserkanals. |

### Allaine
1 Übergang führt auf eine Insel.
| Bild | Brückenname       | Insel           | Ort (Lage)      | Funktion         | Konstruktion | Material | Länge in m | Höhe m ü. M. | Bemerkungen |
| ---- | ----------------- | --------------- | --------------- | ---------------- | ------------ | -------- | ---------- | ------------ | --- |
|      | Unbenannte Brücke | Namenlose Insel | Boncourt (Lage) | Fussgängerbrücke | Bogenbrücke  | Stein    | 8          | 374          | Die Brücke führt über den Allainekanal zur ehemaligen Milandre-Mühle, von der nur noch der Getreidespeicher oder die Waschküche erhalten ist. |

### Areuse
4 Übergänge führen auf eine Insel.
| Bild | Brückenname                              | Insel            | Ort (Lage)       | Funktion                                                                    | Konstruktion   | Material | Länge in m | Höhe m ü. M. | Bemerkungen |
| ---- | ---------------------------------------- | ---------------- | ---------------- | --------------------------------------------------------------------------- | -------------- | -------- | ---------- | ------------ | --- |
|      | Unbenannte Brücke                        | Unbenannte Insel | Fleurier (Lage)  | Feldwegbrücke mit Rohrleitung an der Brückenseite                           | Balkenbrücke   | Beton    | 22         | 739          | Brücke mit Metallgeländern |
|      | Route de Môtiers-Brücke                  | Unbenannte Insel | Boveresse (Lage) | Strassenbrücke (zweispurig) mit abgetrenntem Fuss- und Veloweg              | Balkenbrücke   | Beton    | 27         | 736          | Höchstgeschwindigkeit 80 km/h Mountainbike-Route 56 Neuchâtel Bike (Etappe 3 La Brévine–Couvet) Wanderland-Route 22 La Vy aux Moines (La Brévine–Môtiers)                                   |
|      | Unbenannte Brücke (über die alte Areuse) | Unbenannte Insel | Fleurier (Lage)  | Feldwegbrücke mit Rohrleitung an der Brückenseite                           | Fachwerkbrücke | Stahl    | 17         | 738          | Gebaut 1897, ersetzte eine Holzbrücke Allgemeines Fahrverbot: Ausgenommen Velos Wanderweg                                                                                                   |
|      | Pont du Moulin (über die alte Areuse)    | Unbenannte Insel | Môtiers (Lage)   | Strassenbrücke (einspurig) mit Trottoir und Rohrleitung an der Brückenseite | Bogenbrücke    | Stein    | 11         | 736          | Gebaut 1764/65, renoviert 1979/80 Höchstgeschwindigkeit 50 km/h Mountainbike-Route 56 Neuchâtel Bike (Etappe 3 La Brévine–Couvet) Wanderland-Route 22 La Vy aux Moines (La Brévine–Môtiers) |
|      | Unbenannter Steg (über die alte Areuse)  | Unbenannte Insel | Môtiers (Lage)   | Fussgängerbrücke (ehemalig)                                                 | Balkenbrücke   | Beton    | 18         | 734          | Durch das Hochwasser-Projekt wurde die Brücke permanent entfernt. |

### Arve
3 Übergänge führen über eine Insel.
| Bild                                      | Brückenname           | Insel         | Ort (Lage)                       | Funktion                                               | Konstruktion   | Material | Länge in m | Höhe m ü. M. | Bemerkungen                                                 |
| ----------------------------------------- | --------------------- | ------------- | -------------------------------- | ------------------------------------------------------ | -------------- | -------- | ---------- | ------------ | ----------------------------------------------------------- |
| Betonbrücke links vor dem Wasserkraftwerk | Unbenannte Brücke     | Îles de Vessy | Veyrier (Lage)                   | Fussgängerbrücke                                       | Balkenbrücke   | Beton    | 16         | 390          | Wanderweg                                                   |
|                                           | Passerelle de Vessy   | Îles de Vessy | Veyrier – Chêne-Bougeries (Lage) | Fussgängerbrücke mit Rohrleitungen an der Brückenseite | Fachwerkbrücke | Stahl    | 60         | 390          | Die Stahlbrücke wurde 2007 erstellt. Wanderweg              |
|                                           | Wasserkraftwerk Vessy | Îles de Vessy | Veyrier (Lage)                   | Gebäude-«Brücke»                                       | Bachdurchlass  | Beton    | 16         | 390          | Das ehemalige Wasserpumpwerk in Vessy ist denkmalgeschützt. |

### Birs
8 Übergänge führen über drei Inseln.
| Bild | Brückenname                                            | Insel                          | Ort (Lage)     | Funktion                                                     | Konstruktion    | Material | Länge in m | Höhe m ü. M. | Bemerkungen |
| ---- | ------------------------------------------------------ | ------------------------------ | -------------- | ------------------------------------------------------------ | --------------- | -------- | ---------- | ------------ | --- |
|      | Unbenannter Steg (über Birs-Industriekanal)            | Westliche Insel                | Zwingen (Lage) | Wehrbrücke                                                   | Balkenbrücke    | Stahl    | 12         | 340          | Private Brücke mit abschliessbaren Metalltoren auf dem Areal des Kraftwerks Obermatt.                                                                              |
|      | Jostenmattweg-Brücke (über Birs-Industriekanal)        | Westliche Insel                | Zwingen (Lage) | Feldwegbrücke                                                | Balkenbrücke    | Beton    | 14         | 340          | Private Brücke Höchstgeschwindigkeit 50 km/h, Höchstgewicht 28 t Hinweistafel am Brückengeländer: PRIVAT Fischen verboten                                          |
|      | Obermattweg-Brücke (über Birs-Industriekanal)          | Westliche Insel                | Zwingen (Lage) | Feldwegbrücke mit Stromleitungen an der Brückenseite         | Balkenbrücke    | Beton    | 20         | 340          | Höchstgeschwindigkeit 50 km/h, Höchstgewicht 8 t |
|      | Unbenannter Steg (über Birs-Industriekanal)            | Westliche Insel                | Zwingen (Lage) | Werkbrücke mit Rohrleitungen an der Brückenseite             | Balkenbrücke    | Beton    | 20         | 340          | Private Brücke bei der Kraftwerkzentrale Obermatt. |
|      | Unbenannte Brücke                                      | Westliche Insel                | Zwingen (Lage) | Eisenbahnbrücke (eingleisig)                                 | Balkenbrücke    | Stahl    | 55         | 337          | Stillgelegte Brücke der Papierfabrik Zwingen. Höchstgeschwindigkeit 10 km/h Hinweistafel: Brücke muss in der Mitte befahren werden Fabrikareal: Durchgang verboten |
|      | Schlossgasse-Brücke (über Birs-Entlastungskanal West)  | Westliche Insel Mittlere Insel | Zwingen (Lage) | Strassenbrücke (zweispurig) mit stillgelegtem Eisenbahngleis | Bogenbrücke     | Stein    | 20         | 339          | Private Steinbogenbrücke Zufahrt zur ehemaligen Papierfabrik Zwingen (1913–2004)                                                                                   |
|      | Schlossbrücke Zwingen (über Birs-Entlastungskanal Ost) | Mittlere Insel Östliche Insel  | Zwingen (Lage) | Strassenbrücke (einspurig)                                   | Gedeckte Brücke | Holz     | 22         | 338          | Historische gedeckte Holzbrücke, gebaut 1689, mehrfach saniert (zuletzt 2001) Hier steht die einzige erhaltene historische Holzbrücke des Birstales.               |
|      | Ramsteinbrücke                                         | Östliche Insel                 | Zwingen (Lage) | Strassenbrücke (einspurig)                                   | Bogenbrücke     | Stein    | 12         | 336          | Erhaltenswerte Steinbogenbrücke mit gepflasterter Fahrbahn, gebaut 1766 Kantonales Kulturgut, KGS-Nr. 1548                                                         |

### Bünz
Drei Übergänge führen zu zwei Inseln.
| Bild | Brückenname       | Insel            | Ort (Lage)      | Funktion                    | Konstruktion | Material | Länge in m | Höhe m ü. M. | Bemerkungen |
| ---- | ----------------- | ---------------- | --------------- | --------------------------- | ------------ | -------- | ---------- | ------------ | --- |
|      | Spielplatz-Brücke | Unbenannte Insel | Aristau (Lage)  | Fussgängerbrücke            | Balkenbrücke | Holz     | 15         | 437          | |
|      | Tieffurtbrücke    | Unbenannte Insel | Dottikon (Lage) | Strassenbrücke (zweispurig) | Balkenbrücke | Beton    | 14         | 405          | Die Brücke wurde 1926 erstellt. Ein Ersatz der Strassenbrücke als Fussgänger- und Velobrücke ist in einer Referendumsabstimmung abgelehnt worden. Höchstgewicht 3,5 t Der Übergang führt auf die Insel zwischen der Bünz und dem Tieffurtmühlekanal. |
|      | Tieffurtbrücke    | Unbenannte Insel | Dottikon (Lage) | Strassenbrücke (zweispurig) | Balkenbrücke | Beton    | 8          | 405          | Höchstgewicht 3,5 t Die Brücke überquert den Mühlekanal der ehemaligen Tieffurtmühle. |

### Doubs
4 Übergänge führen über einen Seitenkanal zu einer Insel.
| Bild | Brückenname             | Insel                   | Ort (Lage)           | Funktion                                                 | Konstruktion  | Material | Länge in m | Höhe m ü. M. | Bemerkungen                                                                    |
| ---- | ----------------------- | ----------------------- | -------------------- | -------------------------------------------------------- | ------------- | -------- | ---------- | ------------ | ------------------------------------------------------------------------------ |
|      | Bellefontaine-Steg      | Insel bei Bellefontaine | Saint-Ursanne (Lage) | Fussgängerbrücke                                         | Balkenbrücke  | Stahl    | 8          | 428          | Die Brücke führt von rechten Seitenkanalufer zur Insel.                        |
|      | Unbenannte Brücke       | Insel bei Bellefontaine | Saint-Ursanne (Lage) | Strassenbrücke (einspurig) mit abschliessbarem Metalltor | Balkenbrücke  | Beton    | 10         | 428          | Die Brücke führt von rechten Seitenkanalufer zur Insel.                        |
|      | Kraftwerk Bellefontaine | Insel bei Bellefontaine | Saint-Ursanne (Lage) | Gebäude-«Brücke»                                         | Bachdurchlass | Beton    | 8          | 428          | Das Kraftwerk bestand von 1902 bis 1972.                                       |
|      | Unbenannte Brücke       | Insel bei Bellefontaine | Saint-Ursanne (Lage) | Strassenbrücke (einspurig)                               | Balkenbrücke  | Beton    | 10         | 425          | Die Zufahrtsbrücke führt vom rechten Kanalufer zu einem Feldweg auf der Insel. |

### Limmat
24 Übergänge führen über sechs Inseln.
| Bild | Brückenname                 | Insel         | Ort (Lage)                  | Funktion                                                  | Konstruktion     | Material   | Länge in m | Höhe m ü. M. | Bemerkungen |
| ---- | --------------------------- | ------------- | --------------------------- | --------------------------------------------------------- | ---------------- | ---------- | ---------- | ------------ | --- |
|      | Teilzeit-Brücke Bauschänzli | Bauschänzli   | Zürich (Lage)               | Fussgängerbrücke (temporär)                               | Balkenbrücke     | Stahl      | 25         | 406          | Der Not- und Fluchtsteg vom Bauschänzli wird jeweils im Herbst fürs Oktoberfest und den Circus Conelli montiert und im Frühling wieder abgebrochen. |
|      | Bauschänzli-Brücke          | Bauschänzli   | Zürich (Lage)               | Strassenbrücke (einspurig)                                | Balkenbrücke     | Beton      | 20         | 406          | Höchstgewicht 11 t Für den regulären Sommerbetrieb auf der Gartenterrasse des Bauschänzli wird diese Brücke von Besuchern überquert. |
|      | Lettensteg                  | Oberer Letten | Zürich (Lage)               | Fussgänger- und Velobrücke                                | Balkenbrücke     | Beton      | 90         | 405          | Die Brücke wurde um 1970 erstellt. Sie ersetzte einen Gitterfachwerksteg von ca. 1875. Das Flussbad Oberer Letten befindet sich auf der Insel. |
|      | Kraftwerk Letten-Brücke     | Oberer Letten | Zürich (Lage)               | Werkbrücke                                                | Balkenbrücke     | Beton      | 25         | 405          | Übergang überquert den Lettenkanal. Das denkmalgeschützte Kraftwerk Letten wurde 1892 fertiggestellt. |
|      | Hönggerwehr-Steg            | Werdinsel     | Zürich (Lage)               | Fussgänger- und Velobrücke                                | Balkenbrücke     | Beton      | 12         | 397          | |
|      | Winzerhaldebrücke           | Werdinsel     | Zürich (Lage)               | Fussgänger- und Velobrücke                                | Balkenbrücke     | Beton      | 25         | 397          | Übergang überquert den Kraftwerk Oberwasserkanal. Wanderland-Route 897 Limmat-Uferweg (Rundweg Zürich-Hardturm – Zürich-Hardturm) |
|      | Unbenannte Brücke           | Werdinsel     | Zürich (Lage)               | Strassenbrücke (einspurig)                                | Bogenbrücke      | Beton      | 30         | 397          | Übergang überquert den Kraftwerk Oberwasserkanal. Fahrverbot für Motorwagen, Motorräder und Motorfahrräder, ausgenommen Zugangsberechtigte mit Bewilligung |
|      | Werdinsel-Brücke            | Werdinsel     | Zürich (Lage)               | Fussgängerbrücke mit Rohrleitungen unterhalb der Fahrbahn | Hängebrücke      | Stahl      | 78         | 395          | Die Hängebrücke wurde 1988 erstellt. |
|      | Kraftwerk Höngg-Steg        | Werdinsel     | Zürich (Lage)               | Fussgängerbrücke                                          | Balkenbrücke     | Beton      | 30         | 395          | Übergang überquert den Kraftwerk Unterwasserkanal. Das Kraftwerk Höngg auf der Werdinsel wurde 1893 errichtet. Wanderland-Route 897 Limmat-Uferweg (Rundweg Zürich-Hardturm – Zürich-Hardturm) |
|      | Unbenannter Steg            | Grien-Insel   | Dietikon (Lage)             | Fussgängerbrücke mit Rohrleitungen an der Brückenseite    | Fachwerkbrücke   | Stahl      | 45         | 381          | Private Brücke wurde 2020 erstellt. Übergang überquert den Kraftwerk Unterwasserkanal. |
|      | Karl-Heid-Strasse-Brücke    | Grien-Insel   | Dietikon (Lage)             | Strassenbrücke (ehemalig)                                 | Fachwerkbrücke   | Stahl      | 45         | 381          | Die Brücke wurde 2020 abgebrochen. Übergang überquert den Kraftwerk Unterwasserkanal. |
|      | Unbenannte Brücke           | Grien-Insel   | Dietikon (Lage)             | Strassenbrücke (zweispurig)                               | Balkenbrücke     | Beton      | 40         | 381          | Private Brücke wurde 2018 erstellt. Übergang überquert den Kraftwerk Unterwasserkanal. |
|      | Unbenannte Brücke           | Grien-Insel   | Dietikon (Lage)             | Fussgängerbrücke                                          | Balkenbrücke     | Beton      | 30         | 381          | Allgemeines Fahrverbot Hinweistafel: Von der Brücke in den Kanal springen ist verboten, Schwimmen ist nicht erlaubt Auf der linken Flussseite befindet sich das national geschützte Flachmoorgebiet Schachen. Übergang überquert den Kraftwerk Unterwasserkanal.                                                                                           |
|      | Inselspitz-Steg             | Grien-Insel   | Dietikon (Lage)             | Fussgänger- und Velobrücke                                | Balkenbrücke     | Beton Holz | 20         | 381          | Die Brücke wurde 2018/19 erstellt. Der Steg hat limmatseitig eine hohe Sichtschutzwand, damit die Vögel im Naturschutzgebiet nicht gestört werden. Veloland-Route 66 Goldküste–Limmat (Etappe 2 Zürich–Baden) Auf der linken Flussseite befindet sich das national geschützte Flachmoorgebiet Schachen. Übergang überquert den Kraftwerk Unterwasserkanal. |
|      | Reppischbrücke              | Grien-Insel   | Dietikon (Lage)             | Fussgänger- und Velobrücke                                | Fachwerkbrücke   | Stahl      | 26         | 381          | Die Brücke wurde 2018/19 erstellt. Sie ersetzte eine Eisenfachwerkbrücke von 1895. Veloland-Route 66 Goldküste–Limmat (Etappe 2 Zürich–Baden) Auf der linken Flussseite befindet sich das national geschützte Flachmoorgebiet Schachen. Übergang überquert den Kraftwerk Unterwasserkanal und die Reppisch.                                                |
|      | Limmatstrasse-Brücke        | Guet          | Gebenstorf-Vogelsang (Lage) | Strassenbrücke (zweispurig)                               | Balkenbrücke     | Beton      | 10         | 331          | Höchstgeschwindigkeit 30 km/h Höchstgewicht 18 t Übergang überquert den Werkkanal. |
|      | Rohrträger-Brücke           | Guet          | Gebenstorf-Vogelsang (Lage) | Rohrleitungsbrücke                                        | Balkenbrücke     | Stahl      | 10         | 331          | Übergang überquert den BAG-Werkkanal. |
|      | Unbenannte Brücke           | Guet          | Gebenstorf-Vogelsang (Lage) | Fussgängerbrücke                                          | Balkenbrücke     | Stahl      | 10         | 331          | Brücke überquert den Werkkanal. Übergang ist nicht behindertengerecht (Treppe). |
|      | Unbenannte Brücke           | Guet          | Gebenstorf-Vogelsang (Lage) | Fussgängerbrücke                                          | Balkenbrücke     | Beton      | 10         | 331          | Übergang überquert den Werkkanal. |
|      | Unbenannte Brücke           | Guet          | Gebenstorf-Vogelsang (Lage) | Strassenbrücke                                            | Balkenbrücke     | Beton      | 10         | 331          | Brücke mit abschliessbarem Tor Übergang überquert den Werkkanal. |
|      | Schwanenfederbrücke         | Guet          | Gebenstorf-Vogelsang (Lage) | Fussgängerbrücke                                          | Schrägseilbrücke | Stahl      | 30         | 330          | Brücke im Naturschutzgebiet Limmatspitz wurde 2003 erstellt. Übergang überquert den Werkkanal. Das Bauwerk befindet sich im national geschützten Auengebiet Wasserschloss Brugg-Stilli. |
|      | Unbenannte Brücke           | Stroppelinsel | Gebenstorf (Lage)           | Werkbrücke mit Schranke                                   | Balkenbrücke     | Beton      | 15         | 329          | Private Brücke Betreten der Wehranlage verboten Bauwerk beim Kraftwerk Stroppel. |
|      | Unbenannter Steg            | Stroppelinsel | Gebenstorf (Lage)           | Fussgängerbrücke                                          | Balkenbrücke     | Stahl      | 20         | 329          | Private Brücke mit einseitigem Geländer und Gitterrostboden Übergang beim Kraftwerk Stroppel. |
|      | Unbenannte Brücke           | Stroppelinsel | Gebenstorf (Lage)           | Fussgängerbrücke mit Schranke                             | Fachwerkbrücke   | Stahl      | 30         | 328          | Private Brücke Das Bauwerk befindet sich im national geschützten Auengebiet Wasserschloss Brugg-Stilli. |

### Reuss
30 Übergänge führen über vier Inseln.
| Bild | Brückenname                            | Insel                      | Ort (Lage)               | Funktion                                                        | Konstruktion                | Material    | Länge in m | Höhe m ü. M. | Bemerkungen |
| ---- | -------------------------------------- | -------------------------- | ------------------------ | --------------------------------------------------------------- | --------------------------- | ----------- | ---------- | ------------ | --- |
|      | Reussbrücke Rathausen                  | Insel bei Rathausen        | Emmen (Lage)             | Strassenbrücke (zweispurig) mit Trottoir                        | Verbundbrücke               | Stahl       | 74         | 424          | Stahlträger-Verbundbrücke, gebaut 2013/14, ersetzte Stahlbrücke von 1914 Höchstgeschwindigkeit 30 km/h Wanderweg |
|      | Rathausenstrasse-Brücke                | Insel bei Rathausen        | Emmen – Rathausen (Lage) | Strassenbrücke (zweispurig) mit Trottoir                        | Balkenbrücke                | Beton       | 15         | 424          | Höchstgeschwindigkeit 30 km/h Wanderweg Das Bauwerk überquert den Oberwasserkanal. |
|      | Kraftwerk Rathausen-Steg               | Insel bei Rathausen        | Emmen – Rathausen (Lage) | Wehrbrücke                                                      | Fachwerkbrücke              | Stahl       | 15         | 428          | Private Brücke Das Bauwerk überquert den Oberwasserkanal. |
|      | Kraftwerk Rathausen-Brücke             | Insel bei Rathausen        | Emmen – Rathausen (Lage) | Werkbrücke mit Trottoir (einspurig)                             | Balkenbrücke                | Beton       | 11         | 425          | Private Brücke mit abschliessbarer Metallschranke Das Bauwerk überquert den Unterwasserkanal. |
|      | Kraftwerk Rathausen-Rohrleitungsbrücke | Insel bei Rathausen        | Emmen – Rathausen (Lage) | Rohrleitungsbrücke                                              | Balkenbrücke                | Beton       | 13         | 424          | Das Bauwerk überquert den Unterwasserkanal. |
|      | Stauwehr-Steg                          | Perlen                     | Perlen (Lage)            | Wehrbrücke                                                      | Balkenbrücke                | Stahl       | 20         | 419          | Privater Werkübergang Das Bauwerk überquert den Oberwasserkanal. |
|      | Dorfstrasse-Brücke                     | Perlen                     | Perlen (Lage)            | Strassenbrücke (zweispurig) mit Trottoir                        | Balkenbrücke                | Beton       | 30         | 419          | Höchstgeschwindigkeit 60 km/h VBL-Buslinie 22 (Ebikon–Buchrain–Perlen–Gisikon‑Root) Skatingland-Route 66 Zentralschweiz Skate (Etappe 1 Zug–Luzern) Das Bauwerk überquert den Oberwasserkanal. |
|      | Haslirainbrücke                        | Perlen                     | Perlen (Lage)            | Strassenbrücke (einspurig) mit Trottoir                         | Balkenbrücke                | Beton       | 20         | 417          | Die Brücke wurde 1936 erstellt. Bei der Sanierung 2022 wurde sie mit Stahlplatten verstärkt (nun Befahrung mit 40 t anstatt nur mit 28 t). Verbot für Tiere (Pferd) auf Fussweg Höchstgeschwindigkeit 30 km/h Höchstgewicht 40 t Das Bauwerk, im Besitz der Perlen Papier AG, überquert den Oberwasserkanal.  |
|      | Leitungsbrücke                         | Perlen                     | Perlen (Lage)            | Rohrleitungsbrücke                                              | Fachwerkbrücke              | Stahl       | 25         | 417          | Das Bauwerk überquert den Oberwasserkanal. |
|      | Kraftwerk Perlen-Wehrsteg              | Perlen                     | Perlen (Lage)            | Werkbrücke                                                      | Balkenbrücke                | Beton       | 20         | 417          | Das Bauwerk überquert den Reusskanal. |
|      | LKW-Brücke                             | Perlen                     | Perlen (Lage)            | Strassenbrücke (zweispurig) mit Trottoir                        | Balkenbrücke                | Beton       | 50         | 415          | Die Brücke wurde ca. 2010 erstellt. Der Übergang befindet sich auf dem Areal der Papierfabrik Perlen. Das Bauwerk überquert den Mittelwasserkanal. |
|      | Farnrainbrücke                         | Perlen                     | Perlen (Lage)            | Strassenbrücke (zweispurig) mit Trottoir                        | Balkenbrücke                | Beton       | 100        | 414          | Die Brücke wurde 1962 erstellt. Sie wurde 1991 und 2001 saniert. Der Übergang befindet sich auf dem Areal der Papierfabrik Perlen. Das Bauwerk überquert den Mittelwasserkanal. |
|      | Papierrollenlager-Gebäude              | Perlen                     | Perlen (Lage)            | Gebäude-«Brücke»                                                | Balkenbrücke                | Stahl       | 140        | 414          | Das Papierlager wurde 2010 erstellt. Das Gebäude befindet sich auf dem Areal der Papierfabrik Perlen. Das Bauwerk überquert den Mittelwasserkanal. |
|      | Rollentransport-Brücke                 | Perlen                     | Perlen (Lage)            | Werkbrücke                                                      | Balkenbrücke                | Stahl       | 50         | 414          | Die gedeckte Brücke wurde ca. 2010 erstellt. Sie dient dem Transport von Papierrollen vom Gebäude Papiermaschinen PM4 zum Papierrollenlagergebäude. Der Übergang befindet sich auf dem Areal der Papierfabrik Perlen. Das Bauwerk überquert den Mittelwasserkanal.                                            |
|      | MW-Kanal Strassenbrücke                | Perlen                     | Perlen (Lage)            | Strassenbrücke (einspurig) mit Rohrleitungen an der Brückenwand | Fachwerkbrücke              | Stahl       | 30         | 414          | Höchstgewicht 28 t Der Übergang befindet sich auf dem Areal der Papierfabrik Perlen. Das Bauwerk überquert den Mittelwasserkanal. |
|      | MW-Kanal Fussgängerbrücke              | Perlen                     | Perlen (Lage)            | Fussgängerbrücke Rohrleitungsbrücke                             | Fachwerkbrücke Balkenbrücke | Stahl       | 40         | 414          | Höchstgewicht 1 t (Hubstapler dürfen den Übergang nicht benutzen) Die gedeckte Brücke befindet sich auf dem Areal der Papierfabrik Perlen. Das Bauwerk überquert den Mittelwasserkanal. |
|      | Kraftwerk Perlen-Steg                  | Perlen                     | Perlen (Lage)            | Fussgängerbrücke                                                | Balkenbrücke                | Beton       | 40         | 414          | Der Übergang befindet sich auf dem Areal der Papierfabrik Perlen. Das Bauwerk überquert den Mittelwasserkanal. |
|      | Turbinenanlage-Gebäude                 | Perlen                     | Perlen (Lage)            | Gebäude-«Brücke»                                                | Balkenbrücke                | Beton Stahl | 30         | 414          | Das Gebäude befindet sich auf dem Areal der Papierfabrik Perlen. Das Bauwerk überquert den Reusskanal. |
|      | Kraftwerk Perlen-Brücke                | Perlen                     | Perlen (Lage)            | Werkbrücke                                                      | Balkenbrücke                | Beton       | 30         | 414          | Der Übergang befindet sich auf dem Areal der Papierfabrik Perlen. Das Bauwerk überquert den Unterwasserkanal. |
|      | UW-Kanal Rohrleitungsbrücke            | Perlen                     | Perlen (Lage)            | Rohrleitungsbrücke Fussgängerbrücke                             | Balkenbrücke Bogenbrücke    | Stahl       | 40         | 414          | Wegen schlechtem Zustand ist der Fussgängerübergang gesperrt. Die Brücke befindet sich auf dem Areal der Papierfabrik Perlen. Sie verbindet die Schaltanlage mit dem Gebäude Papiermaschinen PM4. Das Bauwerk überquert den Unterwasserkanal.                                                                 |
|      | UW-Kanal Rohrleitungsbrücke            | Perlen                     | Perlen (Lage)            | Rohrleitungsbrücke Fussgängerbrücke                             | Balkenbrücke                | Stahl       | 30         | 414          | Hubstapler dürfen den Übergang nicht benutzen. Die Brücke befindet sich auf dem Areal der Papierfabrik Perlen. Sie verbindet die Abwasserreinigungsanlage mit der Rückstandsverbrennungsanlage. Das Bauwerk überquert den Unterwasserkanal.                                                                   |
|      | UW-Kanal Rohrleitungsbrücke            | Perlen                     | Perlen (Lage)            | Rohrleitungsbrücke                                              | Balkenbrücke                | Stahl       | 120        | 414          | Die Brücke wurde ca. 1990 erstellt. Die Brücke befindet sich auf dem Areal der Papierfabrik Perlen. Das Bauwerk überquert den Unterwasserkanal. |
|      | Renergia-Rohrleitungsbrücke            | Perlen                     | Perlen (Lage)            | Rohrleitungsbrücke                                              | Balkenbrücke                | Stahl       | 30         | 412          | Das Bauwerk überquert den Unterwasserkanal. |
|      | Renergia-Zufahrtsbrücke                | Perlen                     | Perlen (Lage)            | Strassenbrücke (einspurig)                                      | Balkenbrücke                | Beton       | 30         | 412          | Einbahnstrasse (Fahrtrichtung KVA Renergia) Einfahrt verboten (Fahrtrichtung Perlen) Die Brücke wurde 2013 eröffnet. Der Übergang dient als Lastwagenzufahrt zur Renergia Kehrichtverbrennungsanlage. Die Anlage wurde 2012–2015 erstellt. Das Bauwerk überquert den Unterwasserkanal.                        |
|      | Neue Perlenstrasse-Brücke              | Perlen                     | Perlen (Lage)            | Strassenbrücke (dreispurig) mit Trottoir                        | Balkenbrücke                | Beton       | 35         | 412          | Höchstgeschwindigkeit 60 km/h VBL-Buslinie 22 (Ebikon–Buchrain–Perlen–Gisikon‑Root) Skatingland-Route 66 Zentralschweiz Skate (Etappe 1 Zug–Luzern) Das Bauwerk überquert den Unterwasserkanal. |
|      | Perlen Papier-Eisenbahnbrücke          | Perlen                     | Perlen (Lage)            | Eisenbahnbrücke (eingleisig)                                    | Balkenbrücke                | Stahl       | 70         | 412          | Die Brücke wurde 2010 erstellt. Werkbahn der Papierfabrik Perlen. Hinweistafel: Betreten der Gleisanlage verboten Das Bauwerk überquert den Unterwasserkanal. |
|      | Perlen Papier-Eisenbahnbrücke          | Perlen                     | Perlen (Lage)            | Eisenbahnbrücke (eingleisig)                                    | Balkenbrücke                | Beton       | 80         | 412          | Werkbahn der Papierfabrik Perlen. Das Bauwerk überquert den Unterwasserkanal. |
|      | Hans-Schaller-Steg                     | Perlen                     | Perlen (Lage)            | Fussgängerbrücke mit Rohrleitung an der Brückenwand             | Balkenbrücke                | Stahl       | 25         | 412          | Die Brücke wurde 2010 erstellt. Sie wurde durch Perlen Papier AG bezahlt und dann der Gemeinde Root geschenkt. Wanderweg Westwärts befindet sich das national geschützte Amphibienlaichgebiet Unterallmend. Das Bauwerk überquert den Unterwasserkanal.                                                       |
|      | Kraftwerk Bruggmühle-Steg              | Bruggmühleinsel            | Bremgarten (Lage)        | Fussgängerbrücke                                                | Balkenbrücke                | Beton       | 25         | 368          | Zugang zur Reussinsel und zum Museumkraftwerk Bruggmühle Metallpoller dient als Durchfahrtssperre. Die Insel dient auch als Einstiegsstelle für Kanuland-Route 90 Reuss Kanu (Bremgarten–Gebenstorf). |
|      | Uferweg-Steg (Eggenwiler Sporen)       | Insel beim Eggwiler Sporen | Bremgarten (Lage)        | Fussgängerbrücke                                                | Fachwerkbrücke              | Stahl       | 32         | 361          | Stahlfachwerkbrücke mit Gitterrostboden und Metallschranken Übergang führt zu einer Insel, die früher ein Damm war. Der Damm, einst durchgehend begehbar, wurde 2007 aufgerissen und ist zur Insel geworden. Uferweg nicht durchgehend 1 km flussabwärts beginnt das Naturschutzgebiet Tote Reuss-Alte Reuss. |

### Rhein
16 Übergänge führen über neun Inseln.
| Bild | Brückenname                        | Insel                               | Ort (Lage)                                  | Funktion                                  | Konstruktion | Material     | Länge in m | Höhe m ü. M. | Bemerkungen |
| ---- | ---------------------------------- | ----------------------------------- | ------------------------------------------- | ----------------------------------------- | ------------ | ------------ | ---------- | ------------ | --- |
|      | Unbenannte Brücke                  | Werd                                | Eschenz (Lage)                              | Fussgängerbrücke                          | Balkenbrücke | Holz         | 200        | 398          | Das Kloster Werd befindet sich auf der Insel. Fünf Klosterbrüder (Stand 2023) leben im Kloster. |
|      | Unbenannte Brücke                  | Rheinfall-Insel                     | Neuhausen am Rheinfall (Lage)               | Fussgängerbrücke                          | Bogenbrücke  | Stein        | 6          | 381          | Übergang führt zu einem Rheinfall Aussichtspunkt. |
|      | Unbenannte Brücke                  | Rheinfall-Insel                     | Neuhausen am Rheinfall (Lage)               | Fussgängerbrücke                          | Balkenbrücke | Beton        | 4          | 381          | |
|      | Unbenannte Brücke                  | Rheinfall-Insel                     | Neuhausen am Rheinfall (Lage)               | Fussgängerbrücke                          | Bogenbrücke  | Stein        | 10         | 381          | |
|      | Schlösschen Wörth-Brücke           | Rheinfall-Insel                     | Neuhausen am Rheinfall (Lage)               | Fussgängerbrücke                          | Balkenbrücke | Beton        | 30         | 359          | Das Schlösschen Wörth ist denkmalgeschützt. |
|      | Klosterbrücke                      | Rheinau                             | Rheinau (Lage)                              | Strassenbrücke (zweispurig) mit Trottoirs | Bogenbrücke  | Beton        | 48         | 357          | Die Brücke von 1934 wurde 2020 saniert. Allgemeines Fahrverbot Begegnungszone Eine Statue des Brückenheiligen Nepomuk schmückt die Brücke. «Wir sind erfrischt von der gleichen Brise» ist eine Chromstahl-Geländer Kunstinstallation von Ana Roldán. Übergang überquert den Kleinen Rhein. |
|      | Unbenannter Steg                   | Namenlose Insel                     | Buchberg (Lage)                             | Fussgängerbrücke                          | Balkenbrücke | Beton        | 6          | 345          | Der nicht hindernisfreie Uferweg führt am Rhein entlang. Bei Hochwasser ist der Wanderweg nicht passierbar. Die Insel befindet sich im national geschützten Auengebiet Eggrank-Thurspitz. |
|      | Unbenannter Steg                   | Namenlose Insel                     | Buchberg (Lage)                             | Fussgängerbrücke                          | Balkenbrücke | Beton        | 9          | 345          | Der nicht hindernisfreie Uferweg führt am Rhein entlang. Bei Hochwasser ist der Wanderweg nicht passierbar. Die Insel befindet sich im national geschützten Auengebiet Eggrank-Thurspitz. |
|      | Unbenannter Steg                   | Namenlose Insel                     | Rüdlingen (Lage)                            | Fussgängerbrücke                          | Balkenbrücke | Holz         | 9          | 345          | Der nicht hindernisfreie Uferweg führt am Rhein entlang. Bei Hochwasser ist der Wanderweg nicht passierbar. Die Insel befindet sich im national geschützten Auengebiet Eggrank-Thurspitz. |
|      | Unbenannter Steg                   | Oberi Insle                         | Rüdlingen (Lage)                            | Fussgängerbrücke                          | Balkenbrücke | Beton        | 15         | 345          | Die Insel befindet sich im national geschützten Auengebiet Eggrank-Thurspitz. |
|      | Unbenannter Steg                   | Oberi Insle                         | Rüdlingen (Lage)                            | Fussgängerbrücke                          | Balkenbrücke | Beton        | 5          | 345          | Der nicht hindernisfreie Uferweg führt am Rhein entlang. Bei Hochwasser ist der Wanderweg nicht passierbar. Die Insel befindet sich im national geschützten Auengebiet Eggrank-Thurspitz. |
|      | Unbenannter Steg                   | Oberi Insle Unteri Insle            | Rüdlingen (Lage)                            | Fussgängerübergang                        | Furt         | Steinbrocken | 20         | 345          | Der Übergang verbindet die obere Insel mit der unteren Insel. Die untere Insel ist für Fussgänger gesperrt (Naturschutzgebiet). Die Inseln befinden sich im national geschützten Auengebiet Eggrank-Thurspitz. |
|      | Alte Rheinbrücke Rheinfelden       | Inseli Burgstell                    | Rheinfelden AG – Rheinfelden (Baden) (Lage) | Strassenbrücke (zweispurig) mit Trottoirs | Bogenbrücke  | Beton        | 147        | 268          | Das denkmalgeschützte Bauwerk wurde 1912 eröffnet. Die mit Bäumen bewachsene Insel teilt die Brücke in zwei etwa um 120 Grad voneinander abgewinkelte Abschnitte. Verbot für Motorwagen und Motorräder: Ausgenommen nicht autobahntaugliche Fahrzeuge, Taxi und öffentlicher Bus RVL-Bus 7312 (Rheinfelden (D) Kreiskrankenhaus–Busbahnhof–HPS/Regionalspital) Veloland-Route 97 Dreiland-Radweg (Etappe 4 Lörrach–Liestal) Wanderweg Die Grenze zwischen Deutschland und der Schweiz verläuft mittig auf der Brücke. |
|      | Inselisteg                         | Inseli Burgstell Inseli Rheinfelden | Rheinfelden (Lage)                          | Fussgängerbrücke                          | Balkenbrücke | Stahl Holz   | 6          | 268          | Die Brücke verbindet das Inseli Burgstell mit dem Inseli Rheinfelden. |
|      | Schleusenkanal-Brücke (Hofstrasse) | Kraftwerkinsel                      | Birsfelden (Lage)                           | Strassenbrücke (einspurig) mit Trottoirs  | Balkenbrücke | Beton        | 70         | 252          | Verbot für Motorwagen und Motorräder: Zubringerdienst gestattet Veloland-Route 979 Kleiner Dreiland-Radweg (Basel–Weil am Rhein-Haltingen-Village‑Neuf-Huningue–Basel) Wanderland-Route 67 Dreiland-Wanderweg (Etappe 1 Basel, Schifflände–Riehen, Hörnli) Ausflugsschiffe der BPG-Schiffstrecke Basel–Rheinfelden unterqueren das Bauwerk. Der Übergang überquert den Schleusenkanal beim Kraftwerk Birsfelden. |
|      | Stauwehr-Brücke (Hofstrasse)       | Kraftwerkinsel                      | Birsfelden – Basel (Lage)                   | Fussgänger- und Velobrücke                | Balkenbrücke | Beton        | 300        | 252          | Veloland-Route 979 Kleiner Dreiland-Radweg (Basel–Weil am Rhein-Haltingen-Village‑Neuf-Huningue–Basel) Wanderland-Route 67 Dreiland-Wanderweg (Etappe 1 Basel, Schifflände–Riehen, Hörnli) Interkantonale Brücke (Kantonsgrenze Basel-Landschaft – Basel-Stadt) |

### Rheintaler Binnenkanal
Zwei Übergänge führen auf eine Insel im Kanal.
| Bild | Brückenname       | Insel           | Ort (Lage)   | Funktion         | Konstruktion   | Material | Länge in m | Höhe m ü. M. | Bemerkungen |
| ---- | ----------------- | --------------- | ------------ | ---------------- | -------------- | -------- | ---------- | ------------ | --- |
|      | Unbenannte Brücke | Namenlose Insel | Rüthi (Lage) | Fussgängerbrücke | Fachwerkbrücke | Stahl    | 423        | 24           | Der Übergang führt von der linken Kanalseite auf die Insel. Verbot für Motorwagen, Motorräder und Motorfahrräder: Land- und Forstwirtschaft, Jagd und Fischerei gestattet Wanderweg  |
|      | Unbenannte Brücke | Namenlose Insel | Rüthi (Lage) | Fussgängerbrücke | Fachwerkbrücke | Stahl    | 423        | 20           | Der Übergang führt von der rechten Kanalseite auf die Insel. Verbot für Motorwagen, Motorräder und Motorfahrräder: Land- und Forstwirtschaft, Jagd und Fischerei gestattet Wanderweg |

### Rhone
Sechs Übergänge führen über drei Inseln in Genf.
| Bild | Brückenname                      | Insel                   | Ort (Lage)  | Funktion                      | Konstruktion | Material | Länge in m | Höhe m ü. M. | Bemerkungen |
| ---- | -------------------------------- | ----------------------- | ----------- | ----------------------------- | ------------ | -------- | ---------- | ------------ | --- |
|      | Pont des Bergues                 | Île Rousseau            | Genf (Lage) | Fussgänger- und Velobrücke    | Balkenbrücke | Beton    | 220        | 375          | Die Kettenhängebrücke von 1834 wurde 1881 durch eine Balkenbrücke ersetzt. Das Metalldeck wurde 1967/68 neu erstellt. Von einer Terrasse in der Mitte des Flusses führt ein 50 m langer Fusssteg zur denkmalgeschützten Rousseau-Insel. Verbot für Motorwagen und Motorräder (die Brücke war bis 1982 für den Fahrzeugverkehr geöffnet) Veloland-Route 46 Tour du Léman (Etappe 1 Hermance–Genève) |
|      | Pont de la Machine               | Île de la Machine       | Genf (Lage) | Fussgängerbrücke              | Balkenbrücke | Stahl    | 160        | 372          | Eine Holzbrücke von 1844 wurde 1884–1887 durch eine Eisenkonstruktion ersetzt. Das Bauwerk ist denkmalgeschützt. Auf der Brücke gelangt man zu einem ehemaligen Pumpwerk. Die quadratische Plattform in der Mitte des Flusses wurde 2009 eröffnet. |
|      | Passerelle du Pont de la Machine | Île de la Machine L'Île | Genf (Lage) | Fussgängerbrücke              | Balkenbrücke | Beton    | 25         | 372          | Der Fusssteg verbindet die Insel Île de la Machine mit der Insel L'Île. |
|      | Ponts de l'Île                   | L'Île                   | Genf (Lage) | Strassenbrücken mit Trottoirs | Balkenbrücke | Beton    | 44 und 44  | 372          | Die Brücken wurden 1951–1952 komplett erneuert und 2009–2011 restauriert. Veloland-Route 104 Genève–Salève (Genève–Pas-de-l'Échelle) Wanderland-Route 4 ViaJacobi (Etappe 20 Genève–Genève (Grenze)) |
|      | Passerelle de l'Île              | L'Île                   | Genf (Lage) | Fussgängerbrücke              | Bogenbrücke  | Stahl    | 34         | 372          | Die Brücke wurde 1876 erstellt. Der Übergang verbindet das linke Flussufer mit der Insel. Der Übergang ist nicht behindertengerecht (Treppen). |
|      | Passerelle des Lavandières       | L'Île                   | Genf (Lage) | Fussgängerbrücke              | Balkenbrücke | Beton    | 60         | 372          | Der Übergang verbindet die Insel im Westen mit der Pont de la Coulouvrenière. |

### Schüss
Sieben Übergänge führen zur Schüssinsel in Biel. Der Schüssinselpark wurde 2017 eröffnet.
| Bild | Brückenname          | Insel       | Ort (Lage)         | Funktion                                                      | Konstruktion | Material     | Länge in m | Höhe m ü. M. | Bemerkungen |
| ---- | -------------------- | ----------- | ------------------ | ------------------------------------------------------------- | ------------ | ------------ | ---------- | ------------ | --- |
|      | Forellenweg-Brücke   | Schüssinsel | Biel/Bienne (Lage) | Fussgänger- und Velobrücke mit Rohrleitung an der Brückenwand | Bogenbrücke  | Beton        | 21         | 438          | Gemeinsamer Velo- und Fussweg: Velo auf der Brücke stossen Metallpoller dient als Durchfahrtssperre. Kein Winterdienst Das Bauwerk verbindet auf der linken Flussseite das Bieler Mett Quartier mit der Insel.                                                                                                  |
|      | Unbenannte Brücke    | Schüssinsel | Biel/Bienne (Lage) | Fussgänger- und Velobrücke                                    | Balkenbrücke | Beton        | 11         | 438          | Gemeinsamer Velo- und Fussweg Metallpoller dienen als Durchfahrtssperre. Veloland-Route 24 Emmental–Entlebuch (Etappe 1 Biel–Burgdorf) und Route 50 Jurasüdfuss-Route (Etappe 2 Grenchen–Neuchâtel) Wanderland-Route 38 ViaBerna (Etappe 5 Magglingen–Biel) Der Übergang führt über den Steblerkanal zur Insel. |
|      | Unbenannte Brücke    | Schüssinsel | Biel/Bienne (Lage) | Fussgänger- und Velobrücke                                    | Balkenbrücke | Stahl        | 16         | 438          | Gemeinsamer Velo- und Fussweg: Velo auf der Brücke stossen Metallpoller dient als Durchfahrtssperre. Kein Winterdienst Der Übergang führt über den Steblerkanal zur Insel. |
|      | Unbenannte Brücke    | Schüssinsel | Biel/Bienne (Lage) | Fussgänger- und Velobrücke                                    | Balkenbrücke | Stahl        | 14         | 438          | Gemeinsamer Velo- und Fussweg: Velo auf der Brücke stossen Kein Winterdienst Der Übergang führt über den Steblerkanal zur Insel. |
|      | Unbenannte Brücke    | Schüssinsel | Biel/Bienne (Lage) | Fussgänger- und Velobrücke                                    | Balkenbrücke | Stahl        | 19         | 438          | Gemeinsamer Velo- und Fussweg: Velo auf der Brücke stossen Metallpoller dient als Durchfahrtssperre. Kein Winterdienst Der Übergang führt über den Steblerkanal zur Insel. |
|      | Unbenannter Übergang | Schüssinsel | Biel/Bienne (Lage) | Fussgängerübergang                                            | Furt         | Steinbrocken | 4          | 438          | Hinweistafel bei abschliessbarem Tor: Durchgang auf eigene Gefahr! Jegliche Haftung wird abgelehnt. Der Übergang führt über den Steblerkanal zur Insel. |
|      | Unbenannte Brücke    | Schüssinsel | Biel/Bienne (Lage) | Fussgänger- und Velobrücke                                    | Balkenbrücke | Beton        | 38         | 438          | Gemeinsamer Velo- und Fussweg Veloland-Route 24 Emmental–Entlebuch (Etappe 1 Biel–Burgdorf) und Route 50 Jurasüdfuss-Route (Etappe 2 Grenchen–Neuchâtel) Wanderland-Route 38 ViaBerna (Etappe 5 Magglingen–Biel) Der Übergang führt über den Steblerkanal zur Insel.                                            |

### Ticino
Zwei Brücken führen zur bewohnten Giornico-Insel, einem Dorfteil von Giornico.
| Bild | Brückenname           | Insel                                  | Ort (Lage)      | Funktion                   | Konstruktion | Material | Länge in m | Höhe m ü. M. | Bemerkungen |
| ---- | --------------------- | -------------------------------------- | --------------- | -------------------------- | ------------ | -------- | ---------- | ------------ | --- |
|      | Ponte Vecchio Piccolo | Giornico Isola («Isola dei due ponti») | Giornico (Lage) | Strassenbrücke (einspurig) | Bogenbrücke  | Stein    | 25         | 385          | Verbot für Motorwagen: Anwohner gestattet Maximale Tragfähigkeit: 3,5 t Die romanische Steinbogenbrücke, erstmals um 1300 dokumentiert, wurde im 16. Jahrhundert verbreitert. Das Bauwerk befindet sich auf der rechten Flussseite. Wanderweg |
|      | Ponte Vecchio Grande  | Giornico Isola («Isola dei due ponti») | Giornico (Lage) | Fussgängerbrücke           | Bogenbrücke  | Stein    | 30         | 382          | Verbot für Motorwagen Die romanische Steinbogenbrücke, erstmals um 1300 dokumentiert, wurde im 16. Jahrhundert verbreitert. Das Bauwerk befindet sich auf der linken Flussseite. Wanderweg                                                    |